# Stretto di Messina
Lo stretto di Messina è un braccio di mare che separa la penisola italiana, ad est, dall'isola di Sicilia, ad ovest; più in generale lo stretto separa la Sicilia dall'Europa continentale. Collega il mar Tirreno, che si trova a nord, con il mar Ionio, che si trova a sud; la larghezza minima è di circa 3,14 km, tra i comuni di Villa San Giovanni e di Messina. Sullo stretto sorgono la città di Reggio Calabria e di Messina. La parte della Penisola italiana che interessa lo stretto di Messina è la Calabria.
Localmente chiamato U Strittu, noto nell’antichità come Stretto di Scilla e Cariddi dal nome dei due mostri omonimi di Scilla e Cariddi che secondo le leggende funestavano la navigazione tra Calabria e Sicilia, in seguito fu noto come Fretuum Siculum e, in tempi più recenti, come Faro di Messina, denominazione puramente geopolitica risalente al medievale Regno di Sicilia.
Nel 1957 la rete elettrica di trasmissione siciliana fu collegata a quella continentale da un elettrodotto aereo che sovrappassava lo stretto; benché ormai non più utilizzate per via del passaggio, nel 1992, a una più pratica soluzione con cavi elettrici sottomarini, le strutture di sostegno dell’opera sulle due sponde sono rimaste come esempio di archeologia industriale e note come piloni dello Stretto.

## Geografia

### Morfologia e batimetria

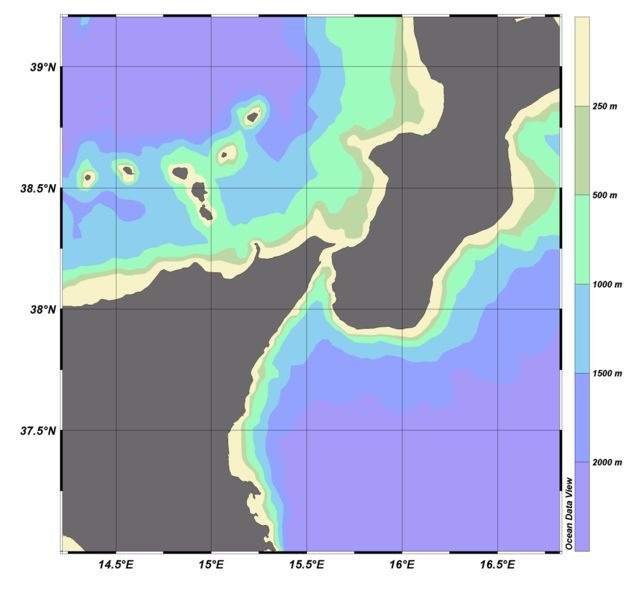
Fig. 2: batimetria dell'area idrologica dello stretto di Messina

Lo stretto, per gli aspetti morfologici, può essere rappresentato come un imbuto con la parte meno ampia verso nord, in corrispondenza della congiungente ideale capo Peloro (Sicilia) - Torre Cavallo (Calabria); verso sud, invece, questo imbuto si apre gradualmente fino al traverso di capo dell'Armi (Calabria). Il limite settentrionale è nettamente identificabile, mentre quello meridionale può avere un significato geografico (ad esempio la carta nautica n° 138 dell'Istituto idrografico della Marina si ferma poco prima di punta Pellaro in Calabria), o idrologico; quest'ultimo può essere considerato la linea ideale che congiunge capo Taormina (Sicilia) con capo d'Armi (Calabria). Come area idrologica, anche il confine settentrionale è ben più ampio di quello geografico e comprende l'area del mar Tirreno compresa tra capo Milazzo, l'arco delle isole Eolie e le coste del golfo di Gioia in Calabria (Figura 2).

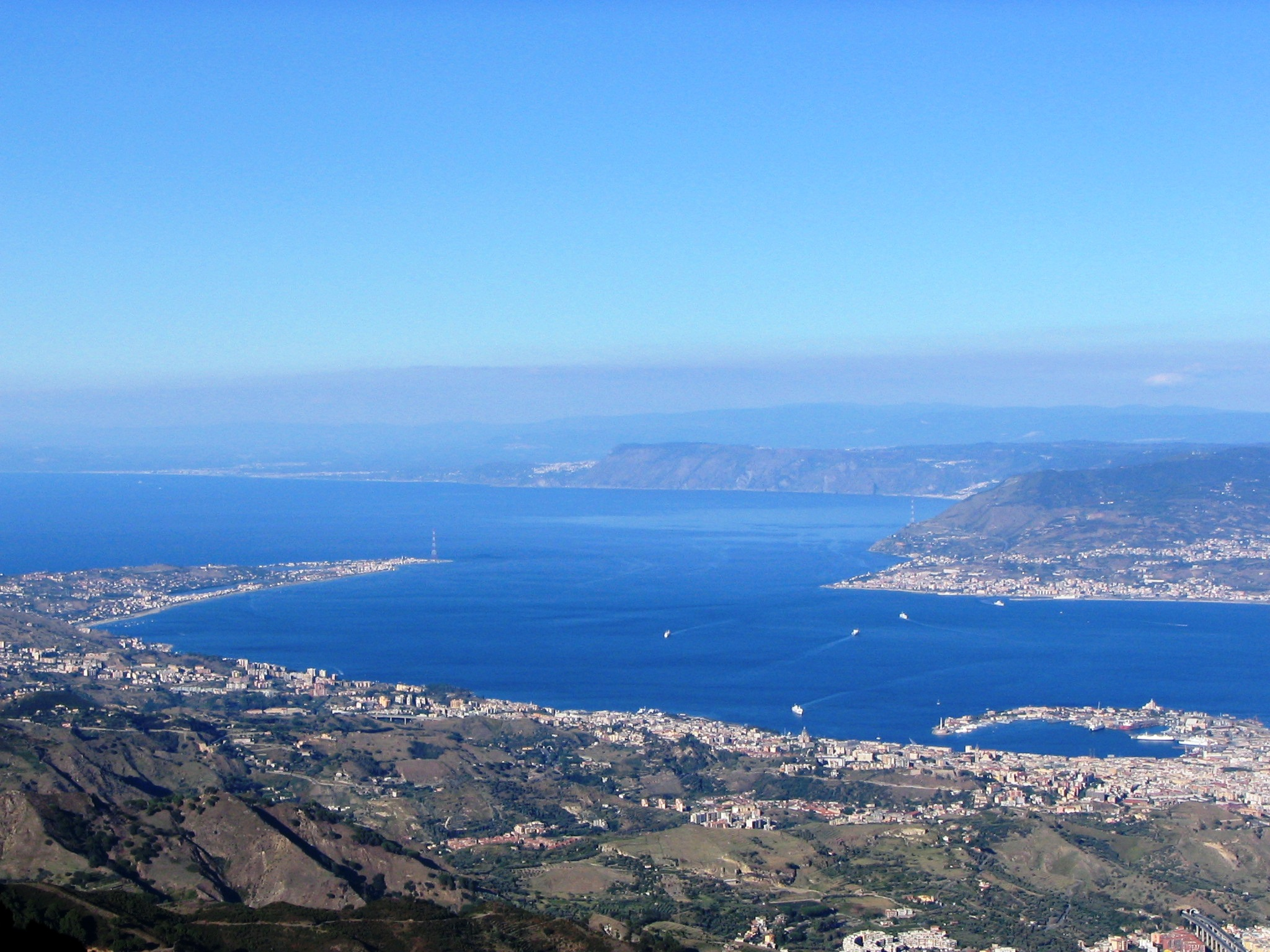
Fig. 1A: lo stretto visto da Dinnammare (monti Peloritani), nel comune di Messina; i colori mostrano chiaramente le differenti masse d'acqua presenti

Per quanto si riferisce al profilo sottomarino dello stretto, esso può essere paragonato a un monte, il cui culmine è la "sella" (lungo la congiungente Ganzirri-punta Pezzo), i cui opposti versanti hanno pendenze decisamente differenti. Nel mar Tirreno, infatti, il fondo marino digrada lentamente fino a raggiungere i 1 000 m nell'area di Milazzo e, per trovare la batimetrica dei 2 000 m, si deve oltrepassare l'isola di Stromboli. Nella parte meridionale (mare Ionio), invece, il pendio è molto ripido e a pochi chilometri dalla "sella" è possibile registrare la profondità di 500 m tra le città di Messina e Reggio, oltrepassare ampiamente i 1 200 m poco più a sud (punta Pellaro), per raggiungere i 2 000 m al centro della congiungente ideale capo Taormina - capo d'Armi.
La minore ampiezza (3 150 metri nel punto più stretto) si riscontra lungo la congiungente Ganzirri-punta Pezzo cui corrisponde a livello del fondo una "sella" sottomarina ove si riscontrano le minori profondità (80–120 m). In questo tratto i fondali marini (Fig. 4) presentano un solco mediano irregolare, con profondità massima di 115 m, che divide una zona occidentale (in prossimità di Ganzirri) caratterizzata da profonde incisioni, da quella orientale di Punta Pezzo, più profonda e pianeggiante (Fig. 18).
Caratteristica del settore settentrionale dello stretto è l'ampia valle di Scilla, con una parte più profonda e ripida (circa 200 m). La valle comincia poi ad appiattirsi e a essere meno acclive verso il mar Tirreno dove prende il nome di bacino di Palmi. Le pareti laterali della valle, profonde e scoscese, si elevano bruscamente conferendo alla sezione trasversale una forma a "U". Un'ampia e irregolare depressione, meno incisa (valle di Messina), avente anch'essa sezione a "U", si riscontra nella parte meridionale. A profondità superiori ai 500 m, la valle di Messina si stringe divenendo più profonda e dando origine a un ripido canyon sottomarino (canyon di Messina) che si protende fino alla piana batiale dello Ionio.

## Le acque

### Caratteristiche del mar Ionio e del mar Tirreno
In aree marine lontane dallo stretto di Messina, il mar Tirreno è più caldo e meno salato del mar Ionio, mentre, lungo tutta la costa siciliana compresa tra capo Taormina e Messina, i fenomeni di upwelling, portando in superficie acque di profondità, fanno sì che le acque ioniche presenti negli strati superficiali dello stretto siano sensibilmente più fredde di quelle riscontrabili alla medesima quota in altre zone del mar Tirreno. Per le acque di superficie estive le temperature nello stretto sono mediamente più basse di 4 - 10 °C.
Delle masse d'acqua del mar Mediterraneo (superficiali, levantine intermedie, profonde), e quindi del mar Ionio e del mar Tirreno, soltanto quelle superficiali e levantine intermedie sembrano entrare in gioco nello stretto di Messina, come confermato dalle misure di salinità nell'arco di 24 ore effettuate davanti a Ganzirri (figura 11).

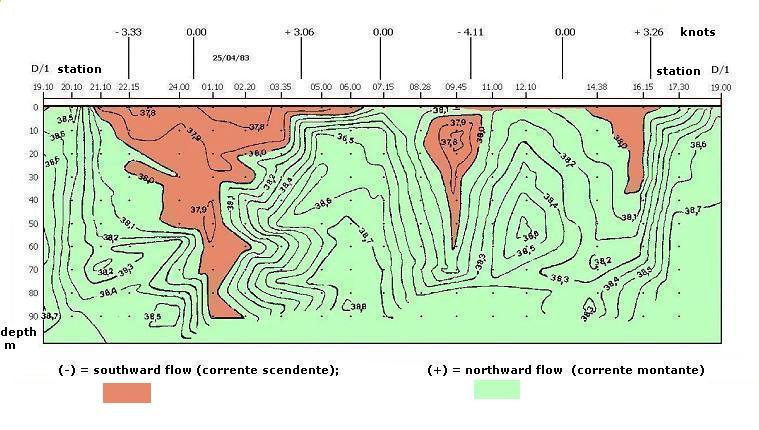
Fig. 11: distribuzione delle differenti acque nell'arco di 24 ore di fronte a Ganzirri (Sicilia)

Dall'esame di questi dati si può osservare che acque sottostanti la Levantine Intermediate Water (LIW) non raggiungono lo stretto, infatti l'isoalina di 38,7 e sporadici valori di 38,8 indicano nella LIW il confine inferiore delle acque che possono rimontare dal mar Ionio. È possibile affermare, inoltre, che dal mar Tirreno provengono esclusivamente acque superficiali.
Secondo Defant (1940), solo metà dell'acqua ionica risalita nello stretto passerebbe nel mar Tirreno ove, in accordo ai dati di Vercelli e Picotti (1926), sarebbe condizionata nel suo movimento (orizzontale verso NW e verticale verso il fondo) sia dalla maggiore densità, rispetto a quella delle acque tirreniche, sia dalle stesse acque che da tale bacino fluiscono a sud parallelamente alla costa calabrese sia, infine, da un vortice stabile a rotazione ciclonica centrato a nord dell'ingresso settentrionale dello stretto.

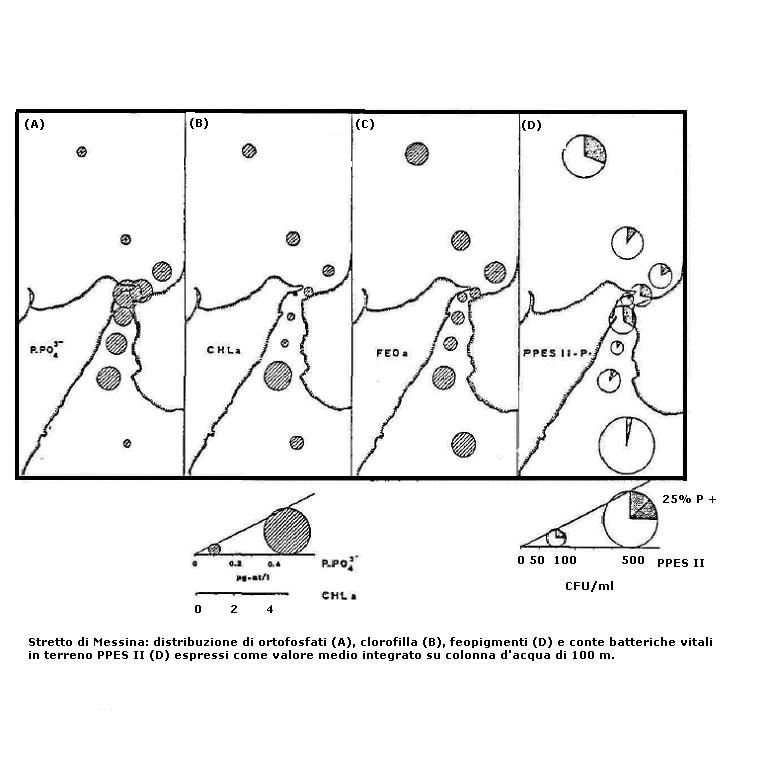
Fig. 12: stretto di Messina: distribuzione dei principali parametri chimici e biologici come valore medio integrato (media ponderata) sulla colonna d'acqua di 100 m

Il transito nello stretto di Messina delle diverse masse d'acqua, in funzione del regime di corrente, determina quindi l'incontro di acque tra di loro non immediatamente miscibili. Poiché solo una parte delle acque che si presentano sulla sella riesce a passare nel bacino contiguo e di queste una parte cospicua, perdendo velocità, staziona ai confini dello stretto per ritornarvi nuovamente con il successivo flusso, è possibile riscontrare con frequenza corpi d'acqua che, cambiando bacino, vanno a occupare quote diverse da quelle originarie in funzione di un nuovo equilibrio dinamico negli strati d'acqua del bacino ricevente.
Questo continuo spostamento e lento mescolamento di acque è un fattore ulteriore di vivificazione dell'area dello stretto di Messina. Infatti, i sali di azoto e fosforo trasportati negli strati superficiali dalle acque profonde ioniche non riescono a essere utilizzati immediatamente dal fitoplancton nelle zone di grande turbolenza, mentre ciò può avvenire ai margini dello stretto, ove la velocità della corrente si riduce notevolmente.
Il modello semplificato risultante (figura 12) può essere così riassunto: arricchimento nell'area della "sella"; massimo di clorofilla e produzione di sostanza organica qualche chilometro a sud (punta Pellaro), degradazione e mineralizzazione della sostanza organica (prima prodotta a nord) nella parte più meridionale dello stretto (capo dell'Armi).
Le correnti di upwelling fanno sì che le acque dello stretto siano nettamente più ricche di plancton rispetto a quelle dei mari adiacenti, il che favorisce una maggiore diversità ittica.

## Le correnti

### Generalità

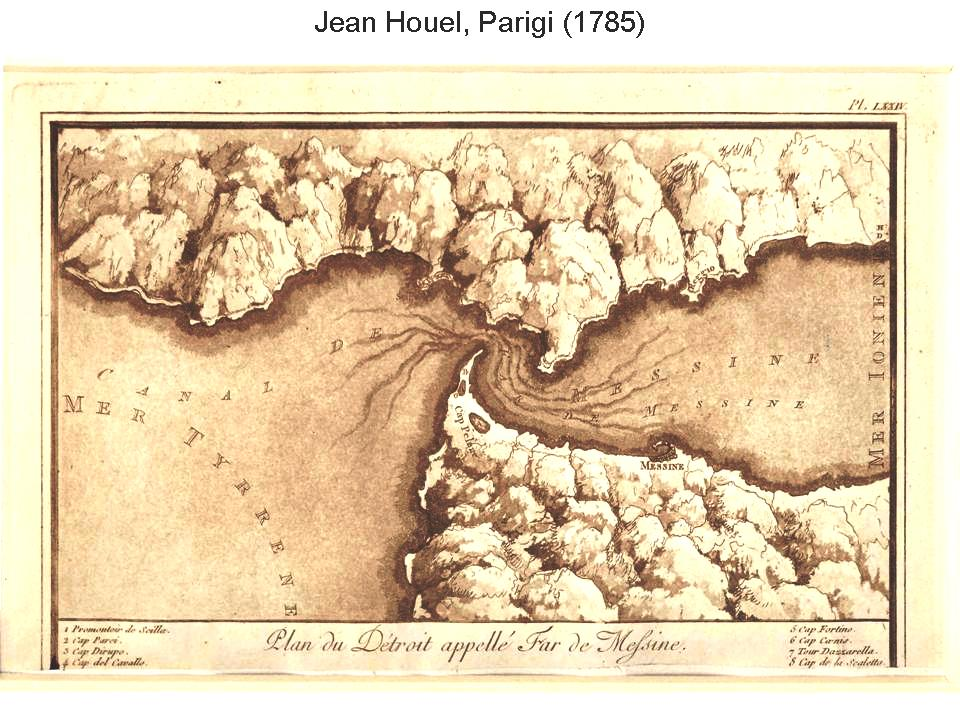
Fig. 3: antica stampa dello stretto di Messina dove sono evidenziate le correnti

Tralasciando gli aspetti mitologici, la cui influenza ha permeato per secoli la visione anche artistica dello stretto di Messina (Fig. 3), i primi studi di carattere scientifico sulle correnti dello stretto di Messina si devono a Ribaud, vice-console francese a Messina, che nel 1825 pubblica un compendio di quanto noto all'epoca su tale argomento. Le sue osservazioni hanno rappresentato un punto fermo per quasi un secolo. Da segnalare anche la pubblicazione nel 1882 di un "manuale pratico" molto dettagliato da parte di F. Longo, comandante di navi mercantili particolarmente esperto dello stretto.
Finalmente, a distanza di quasi un secolo dalle osservazioni di Ribaud, il particolare regime delle correnti dello stretto fu studiato per la prima volta con grande dettaglio scientifico mediante la raccolta sistematica di dati mirati a una conoscenza completa dei fenomeni, durante le campagne di studio della Nave Marsigli della Marina Militare, svolte durante gli anni 1922 e 1923 sotto la direzione del prof. Vercelli (fisico, direttore dell'Istituto geofisico di Trieste); furono indagate anche le caratteristiche fisico-chimiche di quelle acque grazie alle analisi condotte da Picotti (chimico dello stesso istituto).
Dall'insieme dei risultati raccolti vennero costruite le "Tavole di Marea" dello stretto, tuttora edite dall'Istituto idrografico della Marina (I.I.M. Pubbl. n° 3133), dalla cui lettura è possibile conoscere le previsioni della corrente (velocità e direzione) in due punti (punta Pezzo in Calabria e Ganzirri in Sicilia); è inoltre possibile calcolare, grazie a formule molto semplici, le previsioni di corrente in altri 9 punti.
Nel corso degli anni sono state effettuate periodiche verifiche di tali misure, con strumenti sempre più sofisticati, che hanno di fatto confermato l'ottimo lavoro svolto nel 1922-1923. Anche le ulteriori elaborazioni di Defant (1940) hanno contribuito all'aumento delle nostre conoscenze e alla migliore comprensione dei fenomeni dinamici dello stretto di Messina.
Nel 1980, al fine di valutare la possibilità di uno sfruttamento delle correnti dello stretto per la produzione di energia, è stata condotta dall'OGS (Istituto nazionale di oceanografia e di geofisica sperimentale) di Trieste una campagna di misure su lungo periodo per conto dell'ENEL, con il posizionamento in 9 punti dello stretto, nell'area di minore ampiezza compresa tra le congiungenti Ganzirri-Punta Pezzo e capo Peloro-Scilla, di una serie di catene correntometriche con tre moderni correntometri ciascuna, per un totale di 27 strumenti di misura operativi in situ per un periodo di 4-6 mesi.

### Qualche dettaglio
Lo stretto di Messina è il punto di separazione tra due bacini (Ionio e Tirreno) contigui ma distinti fisiograficamente, aventi acque con caratteristiche fisico-chimiche e oscillatorie diverse. Per tale ragione, correnti stazionarie e di marea, anche in funzione della particolare geomorfologia dell'intera area, determinano l'insorgenza di peculiari fenomeni idrodinamici.

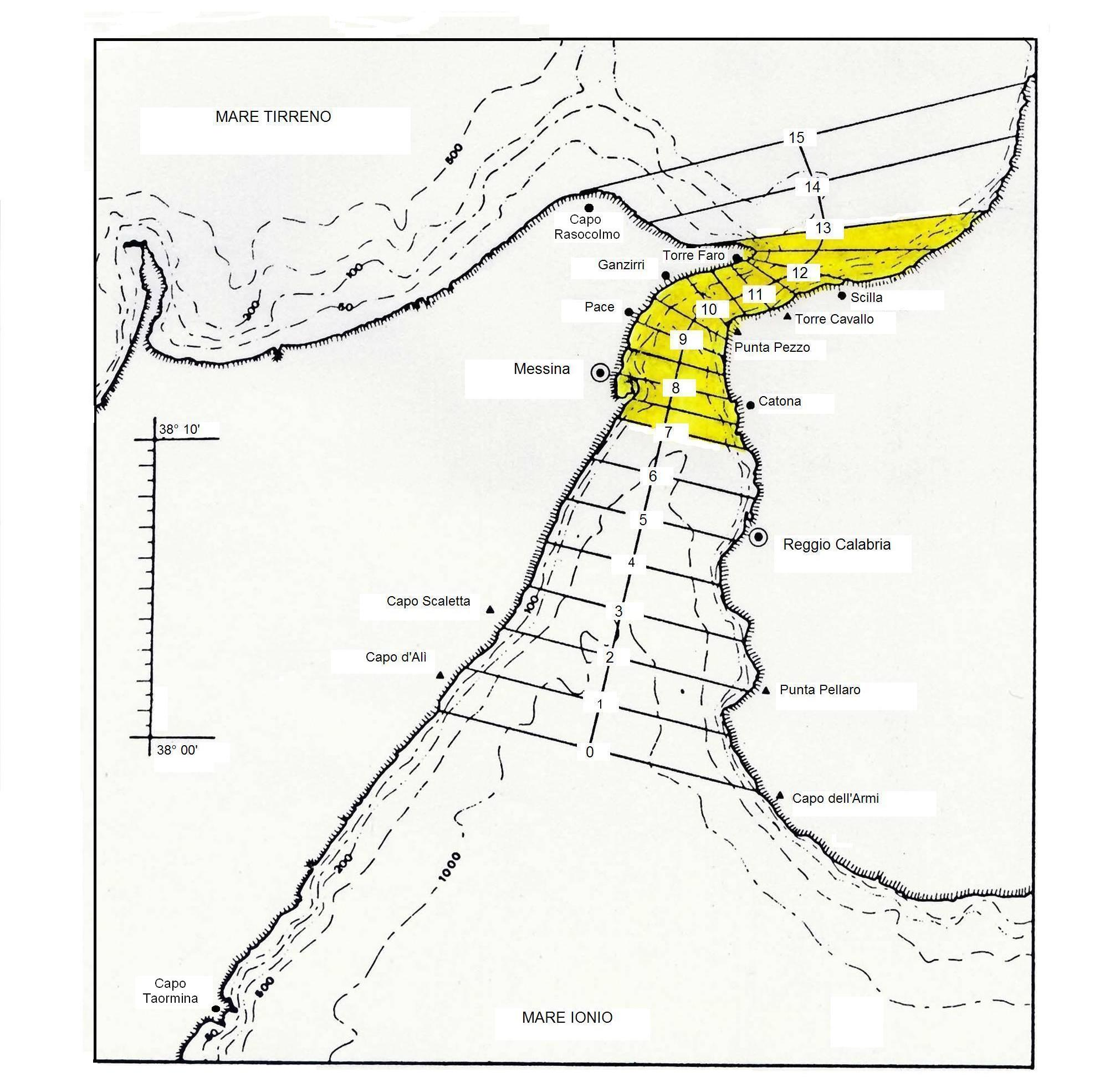
Fig. 4: divisione dello stretto di Messina in sezioni secondo Defant (1940)

Per rappresentare in modo molto semplice quanto avviene nello stretto si pensi che quando il mar Tirreno presenta bassa marea al confine settentrionale del canale, il contiguo mar Ionio si trova in fase di alta marea e il contrario avviene al successivo cambio di marea. Il dislivello che si viene a creare (fino a 27 cm) determina che periodicamente le acque dell'uno e dell'altro bacino si riversino in quello contiguo. Più in particolare, in fase di "corrente scendente" (nord-sud) le acque tirreniche più leggere (a minore densità) scorrono sulle ioniche più pesanti (a maggiore densità) fino a che l'intera parte centrale dello stretto sia riempita da queste acque fluenti verso sud. All'opposto, con il predominio della "corrente montante" (sud-nord), acque ioniche più pesanti interesseranno il centro del bacino affondando sulle acque tirreniche più leggere che, in precedenza, occupavano lo stretto per versarsi quindi nel Tirreno una volta oltrepassata la sella Ganzirri – Punta Pezzo dove si riscontra la minore profondità (80–120 m) e la minore ampiezza (3 150 m) dello stretto di Messina.

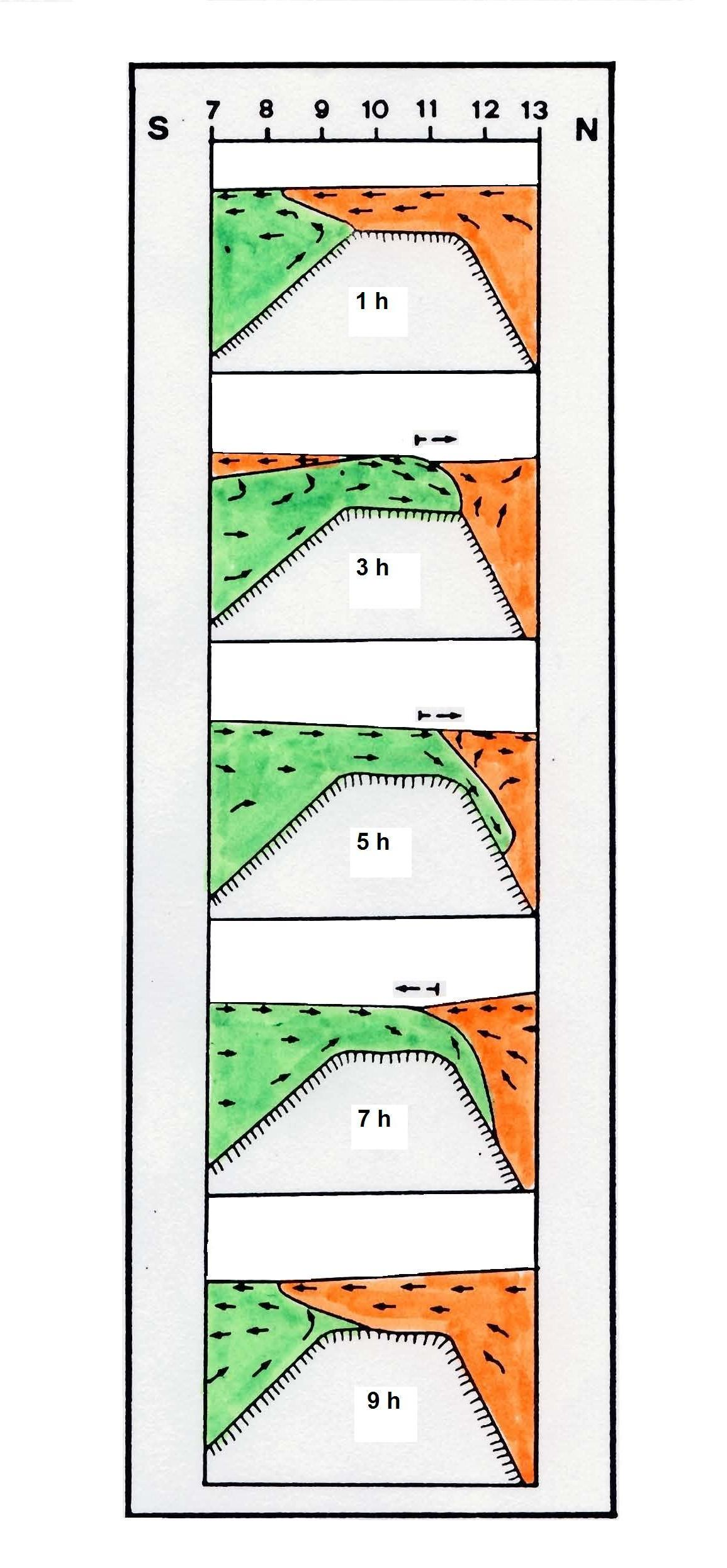
Fig. 5: modello schematico (sud-nord) del movimento delle acque al variare delle correnti nello stretto di Messina secondo Defant (1940)

La "pendenza" che si viene così a creare fra le contigue superfici marine è in media di 1,7 cm per chilometro di distanza, con un massimo in corrispondenza della linea ideale di congiunzione fra Ganzirri in Sicilia e punta Pezzo in Calabria (Figure 4 e 5). L'incontro delle due masse d'acqua (ionica e tirrenica) determina l'insorgenza di una serie di fenomeni che sono ascrivibili all'instabilità dinamica che si viene a creare e che si disperde nelle ben note spettacolari manifestazioni di turbolenza; questi "disturbi" della corrente possono presentarsi con sviluppo in senso orizzontale (nel caso dei tagli e delle scale di mare) oppure verticale (nel caso di garofali, bastardi e macchie d'olio).
Queste ultime portano in superficie, tra le reti di pesca e anche a riva creature inaspettate, tipiche delle zone più profonde, dette specie batipelagica, come l'ascia d'argento, pesce che si raccoglie molto spesso di notte.
Per il primo gruppo (figure 6A e 6B) si tratta di fenomeni che producono vere e proprie onde (simili a quelle presenti negli estuari al cambio di marea) che si sviluppano quando, nel caso della montante, le acque più pesanti del mar Ionio si precipitano contro le più leggere acque tirreniche in fase di recessione o quando, nel caso della scendente, le acque tirreniche scivolano rapidamente su quelle ioniche più pesanti, già presenti nello stretto. Queste onde di discontinuità si svilupperanno in determinati punti (Ganzirri, torre Faro e punta Pezzo) estendendosi nella parte centrale, a volte ampliandosi e intensificandosi per l'azione dei forti venti che spingono un tipo d'acqua su un altro. Per quanto concerne i fenomeni a sviluppo verticale si tratta di veri e propri gorghi formati dall'incontro di correnti opposte e favoriti dall'irregolarità del fondo. I principali gorghi comunque si formano in punti specifici. Con corrente montante si tratta dei mitologici Scilla e Cariddi: il primo si forma sulla costa calabra, e l'altro a sud di capo Peloro (figure 7Ae 7B). Un grosso garofalo formato invece dalla corrente scendente si forma periodicamente davanti Punta S. Raineri, all'imboccatura del porto di Messina.
Le correnti stazionarie a livello della sella sottomarina fluiscono verso sud dalla superficie a 30 m e in senso inverso da questa profondità fino al fondo, con velocità che possono raggiungere, in particolari situazioni meteo-marine, anche i 50 cm/s. La co-oscillazione delle masse d'acqua dello stretto con le maree dei mari adiacenti origina le correnti di marea che, con fase pressoché opposta e con uguale ampiezza, si sommano a quelle stazionarie prima descritte. Le velocità relative raggiungono, lungo la sezione corrispondente alla sella Ganzirri-Punta Pezzo, valori massimi di oltre 200 cm/s sia nel flusso verso nord (corrente montante), sia in quello verso sud (corrente scendente), interessando all'incirca con la stessa intensità la massa d'acqua nella sua interezza. Secondo le ultime pubblicazioni di Mosetti (1988 e 1995), la velocità di spostamento delle acque, in particolari momenti e grazie alla coincidenza di numerose componenti, può arrivare fino a un massimo di 20 km/h (cfr. Tabella 1).
| Velocità delle correnti nello stretto (da F. Mosetti, 1995) |      |       |       |
|                                                             | cm/s | km/h  | nodi  |
| Corrente totale di marea                                    | 300  | 10,80 | 5,83  |
| Massima corrente di deriva                                  | 80   | 2,88  | 1,55  |
| Corrente di densità permanente                              | 30   | 1,08  | 0,58  |
| Eventuali ingorghi                                          | 100  | 3,60  | 1,94  |
| Turbolenza                                                  | 50   | 1,80  | 0,97  |
| Totale                                                      | 560  | 20,16 | 10,88 |

| Acqua in transito sulla sella Ganzirri - Punta Pezzo (da M. Tomasino, 1995) |                  |
| Velocità corrente                                                           | Volume stimato   |
| 200 cm/s                                                                    | > 750 000 m3/s   |
| 300 cm/s                                                                    | > 1 000 000 m3/s |

Tali notevoli velocità e gli enormi volumi d'acqua in gioco (oltre 750 000 m³ al secondo per una corrente di 200 cm/s secondo Tomasino, 1995), se rapportati ai mezzi di navigazione dei tempi omerici, indicano chiaramente perché lo stretto venisse considerato abitato da mostri in grado di ingoiare le imbarcazioni o farle naufragare nel volgere di poco tempo.

### Possibile produzione di energia
La consistente energia delle correnti dello stretto di Messina e l'enorme volume di acqua in transito, non potevano non destare interesse ai fini della produzione di energia elettrica pulita e a basso costo. Così a partire dal 1980 vennero compiute misure in loco ed elaborati studi di fattibilità da parte di strutture dell'Enel o a esso collegate. Tale programma venne però abbandonato dopo una valutazione del rapporto costi/benefici per la posa in opera e per la gestione di turbine ubicate sul fondo dello stretto.
A partire dalla metà degli anni 1980, la Ponte di Archimede S.p.A. inizia a interessarsi del problema con un diverso approccio (posizionamento in superficie su struttura galleggiante e asse verticale) e con la collaborazione di una ditta specializzata in propulsori per la navigazione ad asse verticale (VOITH GmbH).
I primi esperimenti iniziano nel 1986, passano dal brevetto per la turbina idraulica ad asse verticale KOBOLD nel 1998, per giungere all'impianto pilota ENERMAR posto in attività nello stretto nel marzo 2002 e collegato alla rete elettrica nazionale nel mese di marzo 2006 (figure 8, 9, 10).

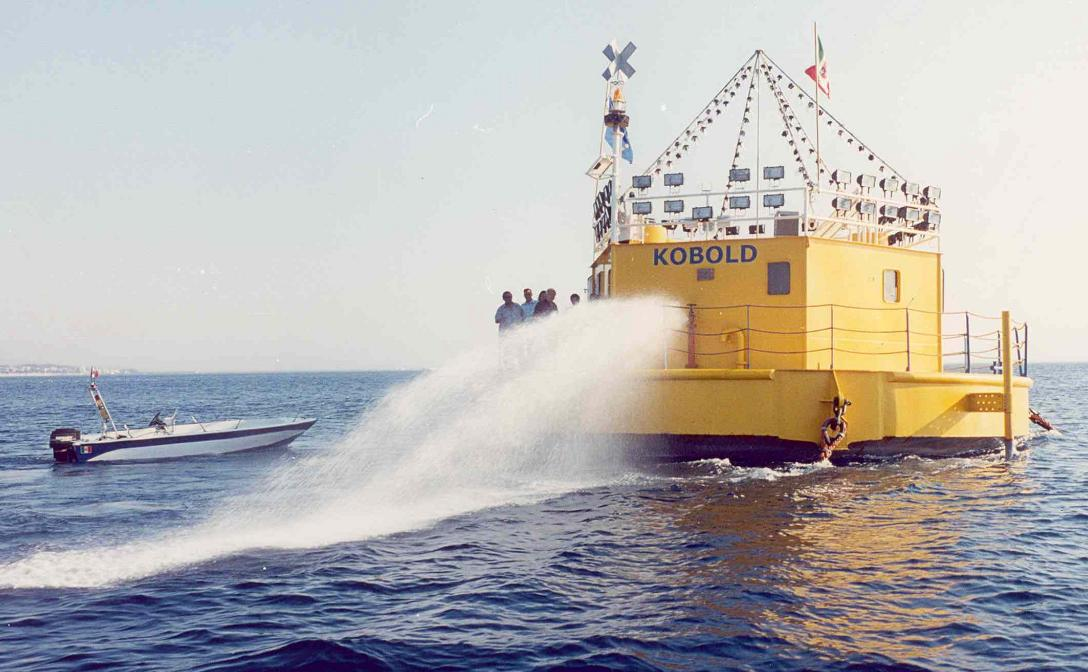
Fig. 8: funzionamento di una pompa mediante energia elettrica prodotta dalla turbina KOBOLD
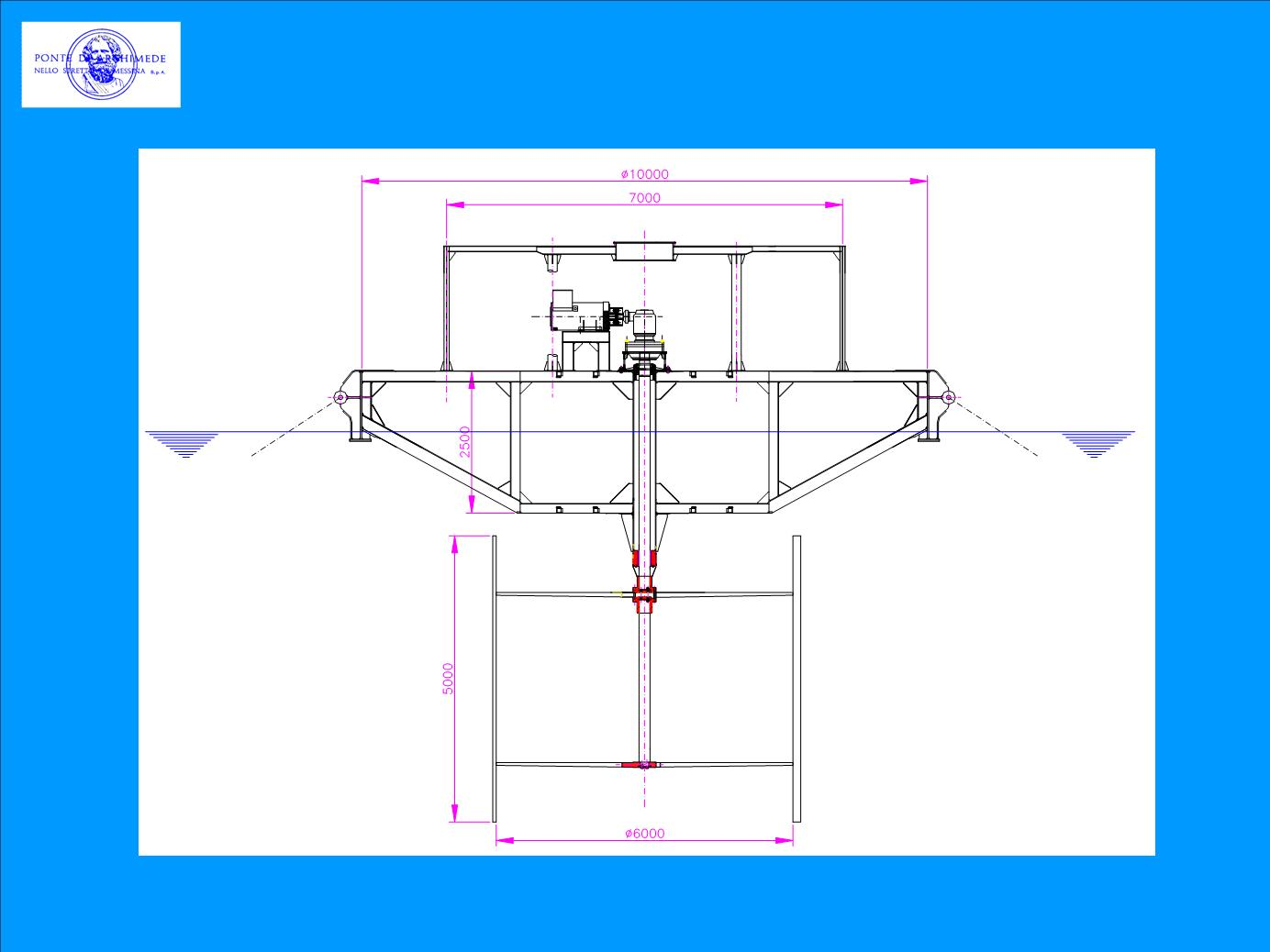
Fig. 9: schema della turbina KOBOLD per la produzione di energia elettrica dalle correnti dello stretto
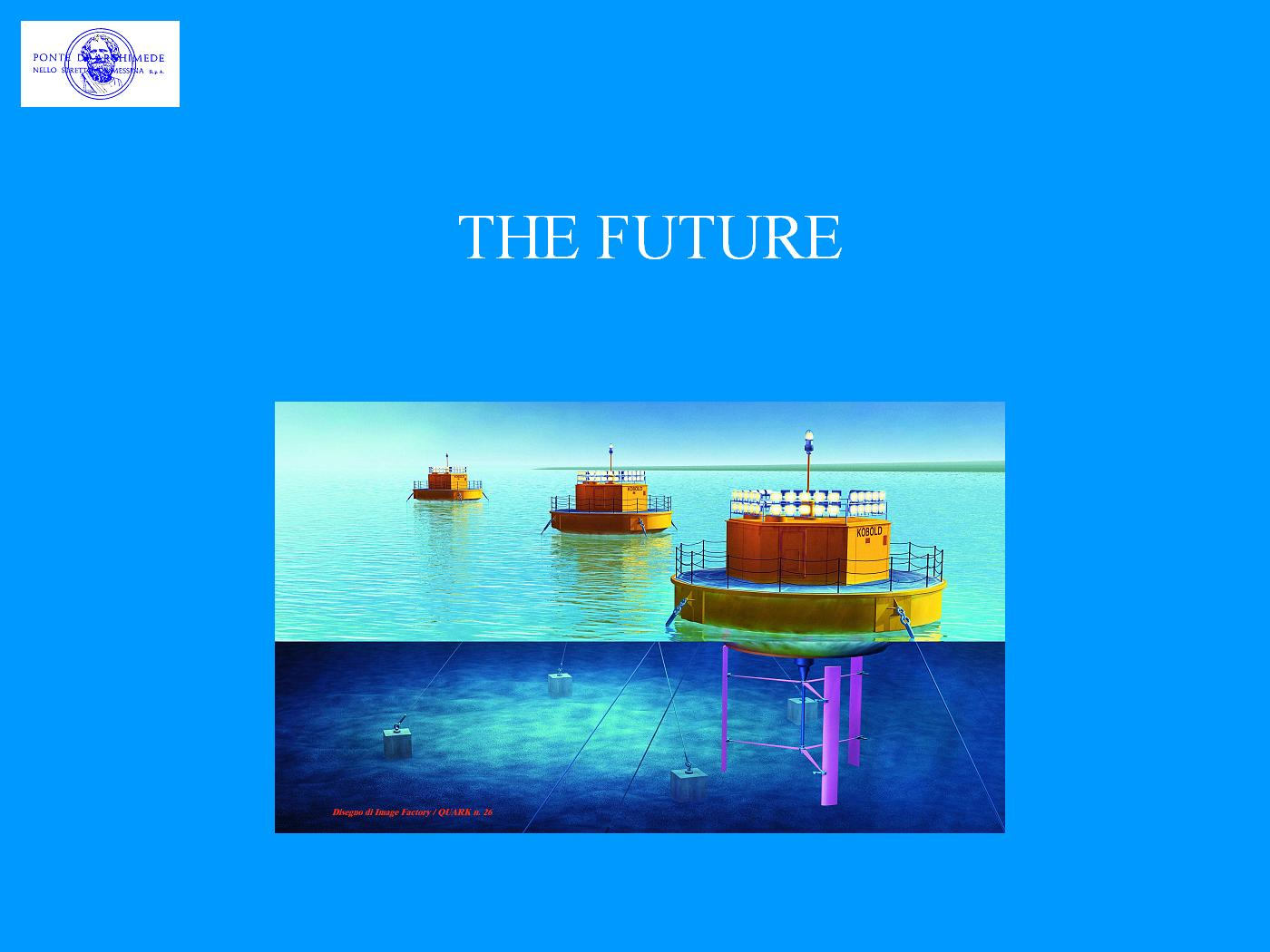
Fig. 10: ipotesi di applicazione per la produzione di energia elettrica in aree marine

La piattaforma, ancorata 150 m al largo di Ganzirri (Sicilia), ha un diametro di 10 m, è dotata di elica a tre lame alta 5 m ed è in grado di erogare 100 kW con una velocità della corrente di 3 m/s. I risultati sperimentali indicano in circa 22 000 kWh l'energia utile estraibile annualmente. In questo sito, considerata l'area interessata dalle correnti, l'energia totale estraibile dallo stretto di Messina sarebbe pari a 538 GWh.

## Gli organismi presenti

### Gli organismi bentonici
Le condizioni idrologiche dello stretto di Messina sono straordinarie, e del tutto peculiari e speciali sono i popolamenti che esso ospita. Infatti, l'intenso idrodinamismo e le caratteristiche chimiche delle acque dello stretto sono in grado di condizionare gli organismi che in esso vivono e, anzi, riescono a influenzare l'intero assetto biologico dell'ambiente determinando uno straordinario ecosistema, unico nel mar Mediterraneo per biocenosi e abbondanza di specie; lo stretto di Messina, quindi, costituisce un fondamentale serbatoio di biodiversità.
Le intense e alterne correnti, la bassa temperatura e l'abbondanza di sali di azoto e fosforo trasportati in superficie dalle acque profonde determinano la disponibilità di una grande quantità di sostanza organica utilizzata sia dagli organismi pelagici sia, soprattutto, dai popolamenti bentonici costieri. Tutto ciò, insieme ai fenomeni associati, determina un vero e proprio riarrangiamento ecologico che nelle specie a prevalente distribuzione occidentale tende a simulare una condizione di tipo "atlantico". Infatti, numerose specie prettamente atlantiche, come ad esempio le laminarie (grandi alghe brune), pur se presenti in qualche altra zona del mar Mediterraneo solo nello stretto di Messina (figura 13) riescono a formare comunità ben strutturate formando delle vere foreste sottomarine a riprova delle ottimali condizioni ambientali.

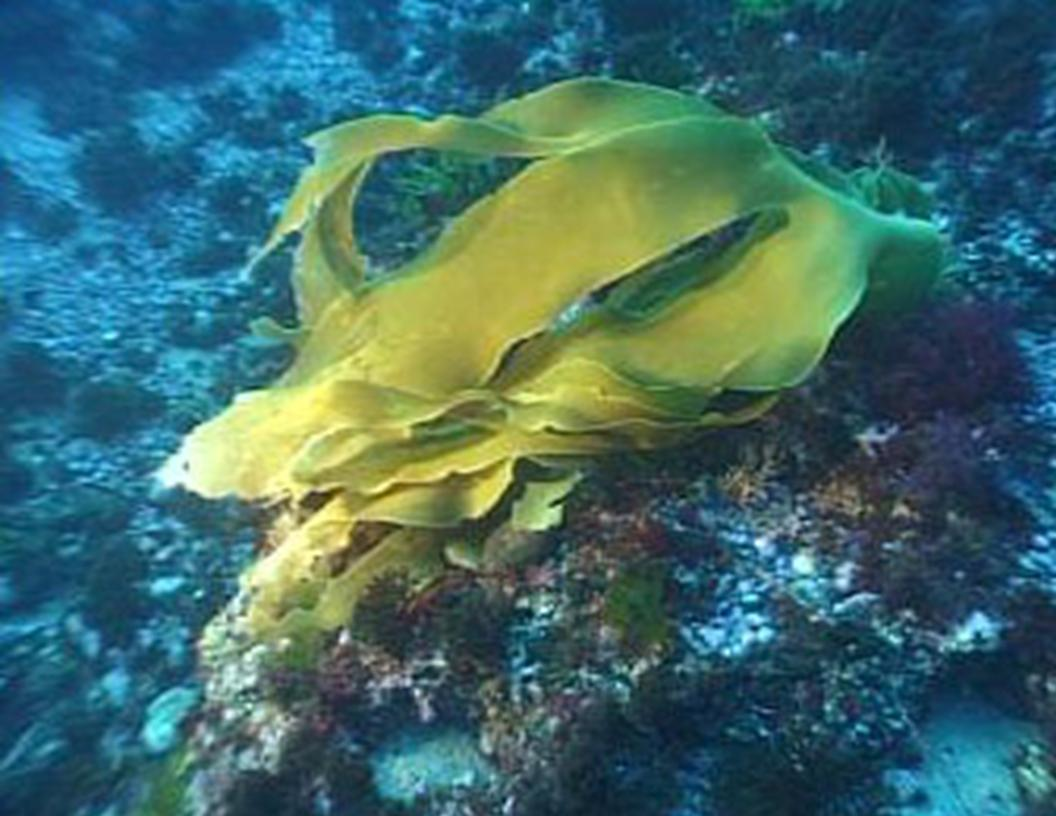
Fig. 13: Laminaria dello stretto di Messina

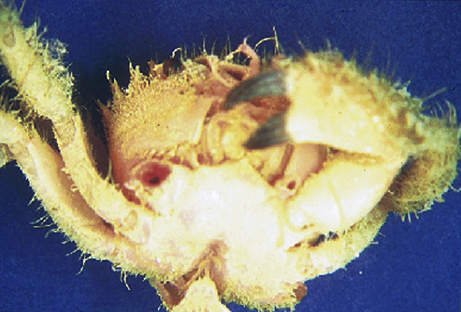
Fig. 14: Pilumnus inermis, piccolo crostaceo presente sulla sella Ganzirri-Punta Pezzo
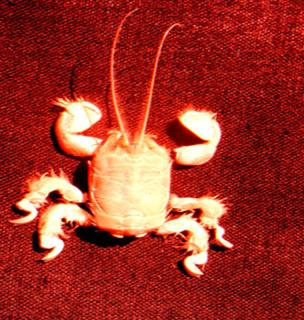
Fig. 15: Albunea carabus proveniente dalla sella Ganzirri-punta Pezzo
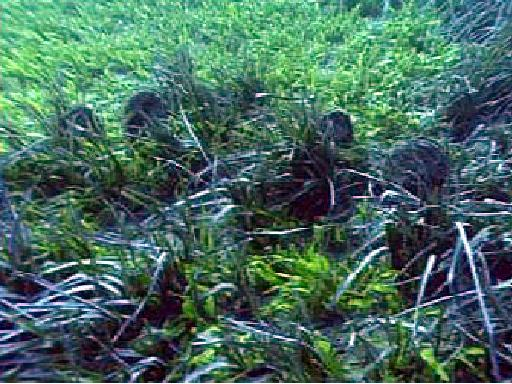
Fig. 16: Posidonia, Caulerpa e Pinna nobilis lungo la costa siciliana dello stretto
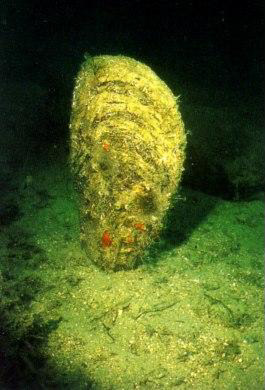
Fig. 17: Pinna nobilis, frequente lungo la costa siciliana dello stretto

Sia le laminarie di bassa profondità (Sacchoryza polyschides), sia i popolamenti profondi a Laminaria ochroleuca, e le comunità vegetali associate, sono strettamente dipendenti dalle caratteristiche fisiche e biologiche del substrato. Come è noto, infatti, per completare il loro ciclo vitale, questi organismi richiedono un substrato solido già colonizzato da rodoficee calcaree, in assenza delle quali l'insediamento non può avere luogo.
Lo stretto di Messina, confine fra i due bacini occidentale e orientale del mar Mediterraneo, è un punto importante di osservazione dei flussi migratori delle specie che si trovano nei due bacini. In quest'area pervengono o transitano comunità planctoniche, anche di lontana origine sia orientale sia atlantica. Fra le specie bentoniche, di particolare rilevanza è la presenza di Pilumnus inermis (figura 14), in precedenza considerato esclusivamente atlantico, che rappresenta una delle specie più rilevanti nell'associazione a Errina aspera (idrozoo), noto endemismo dello stretto di Messina, su cui vive un Mollusco cipreide (Pedicularia sicula), riscontrabile a livello della sella (figura 18) fra 80 e 110 m, ove sono presenti numerose altre specie fra cui l'ofiura Ophiactis balli e i crostacei Parthenope expansa e Portunus pelagicus (immigrato lessepsiano). Da segnalare ancora il dente di cane gigante (Pachylasma giganteum). Grande importanza biologica ed ecologica è anche da ascrivere alle già citate Laminariales dello stretto (Sacchoryza polyschides e Laminaria ochroleuca). Infine, sembra doveroso evidenziare sia la presenza di Albunea carabus (figura 15) e di cospicui insediamenti di Pinna nobilis (figure 16 e 17) sia, per quanto si riferisce invece ai popolamenti vegetali, la presenza di Rodoficee calcaree e di vaste praterie di Posidonia oceanica (figura 16), ampiamente distribuite per areale e per profondità. Degna di nota, sempre per gli organismi vegetali, è anche la presenza di Phyllariopsis brevipes, Phyllariopsis purpurascens, Desmarestia dresnayi, Desmarestia ligulata, Cryptopleura ramosa specie che sono da ritenersi di estrema importanza perché presenti solo in quest'area o in poche altre aree molto ristrette del mar Mediterraneo.
Dal punto di vista faunistico lo stretto di Messina è considerato da sempre il paradiso degli zoologi, per l'enorme biodiversità che lo caratterizza. Le specie di invertebrati bentonici sono quelle che destano maggiore interesse. Il fondale è arricchito da una grande varietà di forme e colori dovute all'abbondanza di celenterati (attinie, madrepore e coralli).

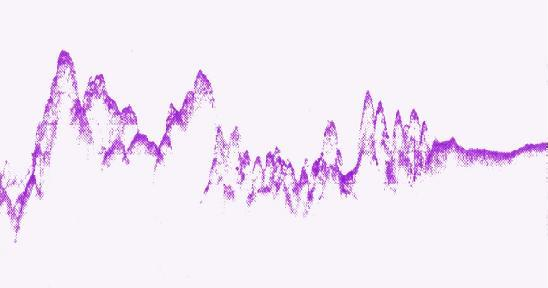
Fig. 22: tracciato ecoscandaglio lungo la sella Ganzirri-Punta Pezzo

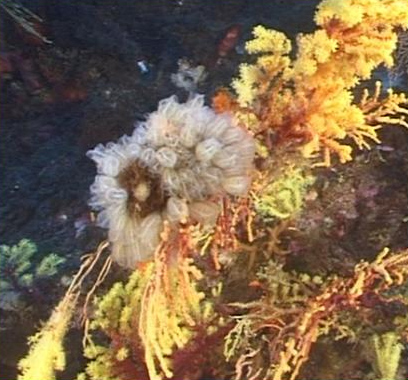
Fig. 18: esemplare di Clavelina sui fondali dello stretto
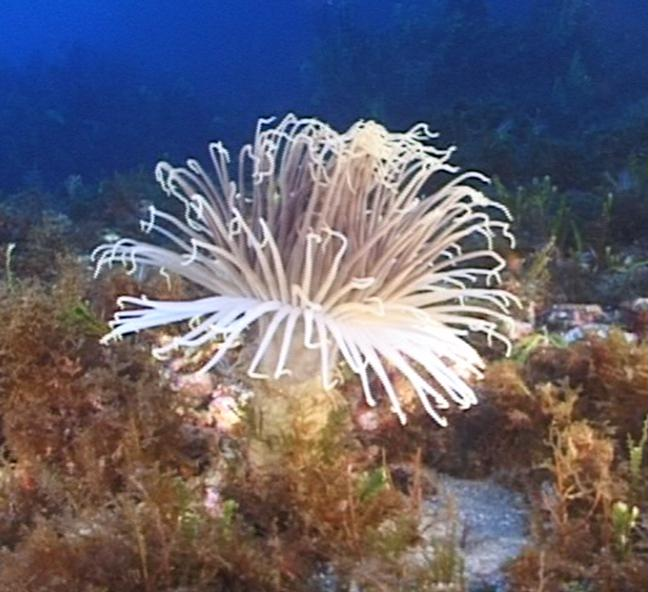
Fig. 19: esemplare di Ceriantus sui fondali dello stretto
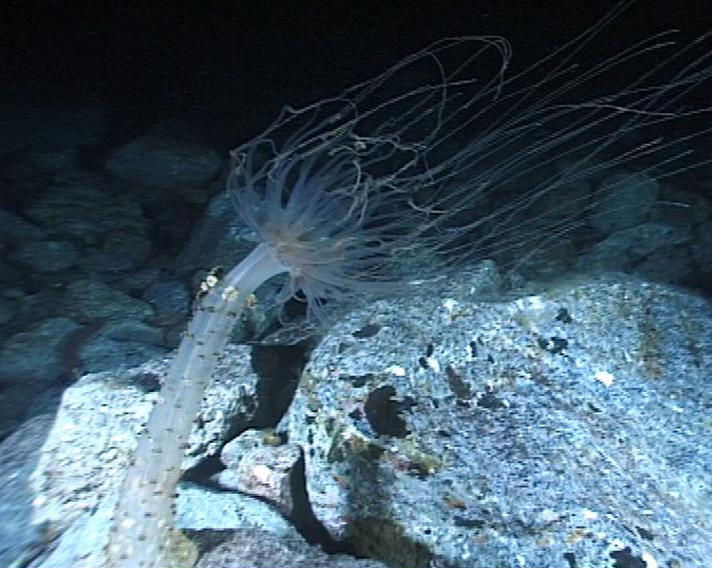
Fig. 20: esemplare di Alicia mirabilis che si flette con la corrente dello stretto
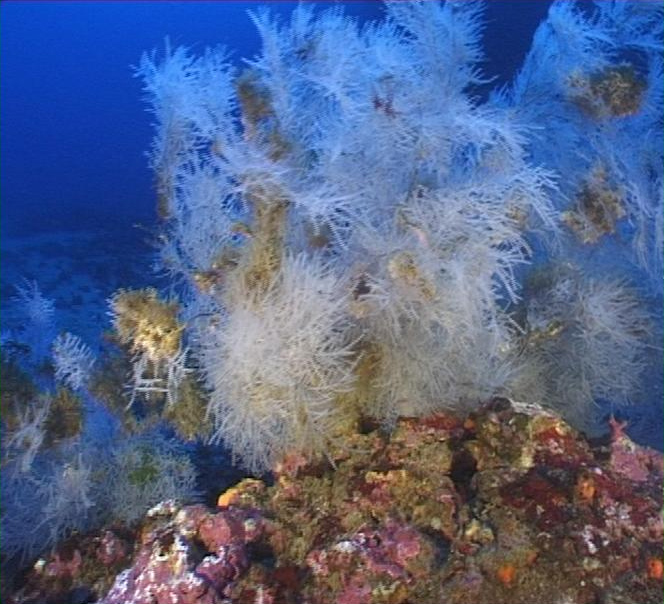
Fig. 21: il Corallo nero (Antipathella subpinnata) abitatore dei fondali dello stretto

Un chiaro esempio sono le "foreste" di gorgonie gialle e rosse (Paramuricea clavata) dei fondali di Scilla (figura 23). Queste, aderendo al substrato, creano un vero e proprio bosco, ambiente ideale a ospitare numerose altre specie bentoniche.

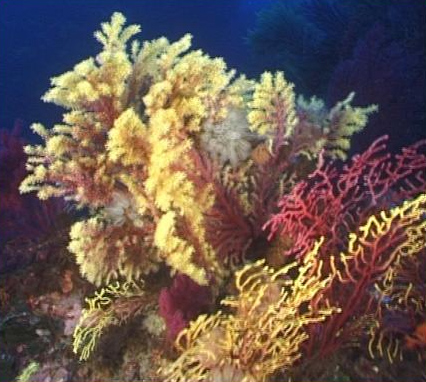
Fig. 23: esemplare di Paramuricea sui fondali dello stretto
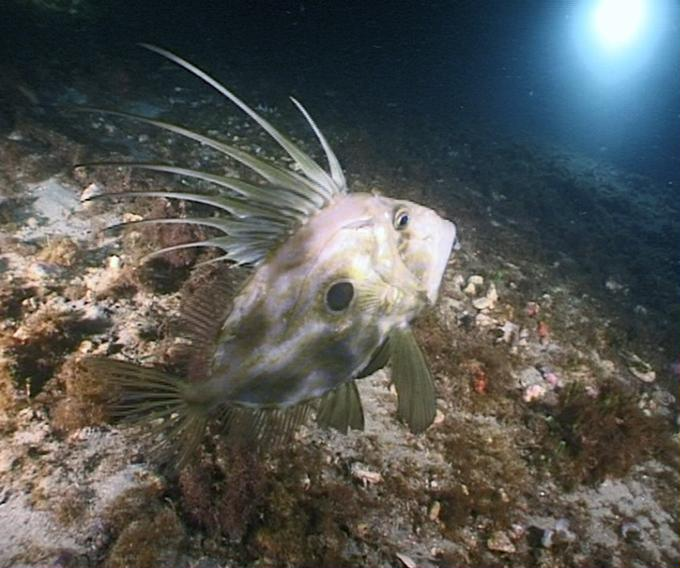
Fig. 24: esemplare di pesce San Pietro nello stretto

Le specie ittiche sono ben rappresentate da cernie, saraghi, dentici, castagnole, leccie, ricciole e in periodo invernale dagli splendidi Zeus faber conosciuti anche come pesce San Pietro (figura 24).

### Gli organismi batiali
Altra peculiarità dello stretto di Messina è la presenza di una varia e numerosa fauna batipelagica (comunemente chiamata anche fauna abissale) che, trasportata in superficie dalla corrente proveniente da sud (corrente montante), può essere facilmente catturata ancora in condizioni vitali nei punti di maggiore turbolenza (vortici o scale di marea), o trovata spiaggiata lungo la riva in particolari condizioni meteo-marine. Esempi classici da menzionare sono Chauliodus sloani (pesce vipera), Argyropelecus hemigymnus (pesce accetta o ascia d'argento) e Myctophum punctatum (pesce diavolo), rispettivamente figg. 26-28.

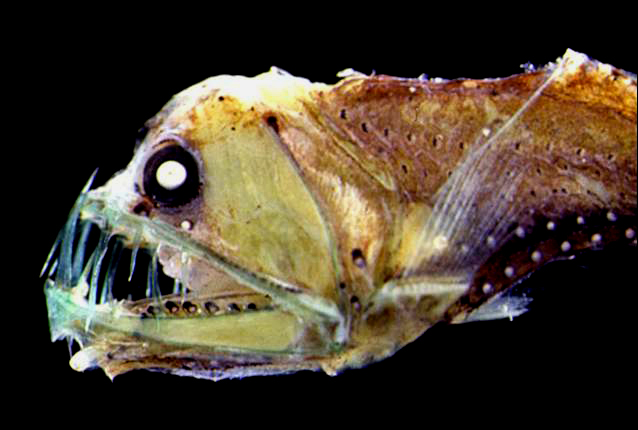
Fig. 26: esemplare di Chauliodus sloani catturato nello stretto
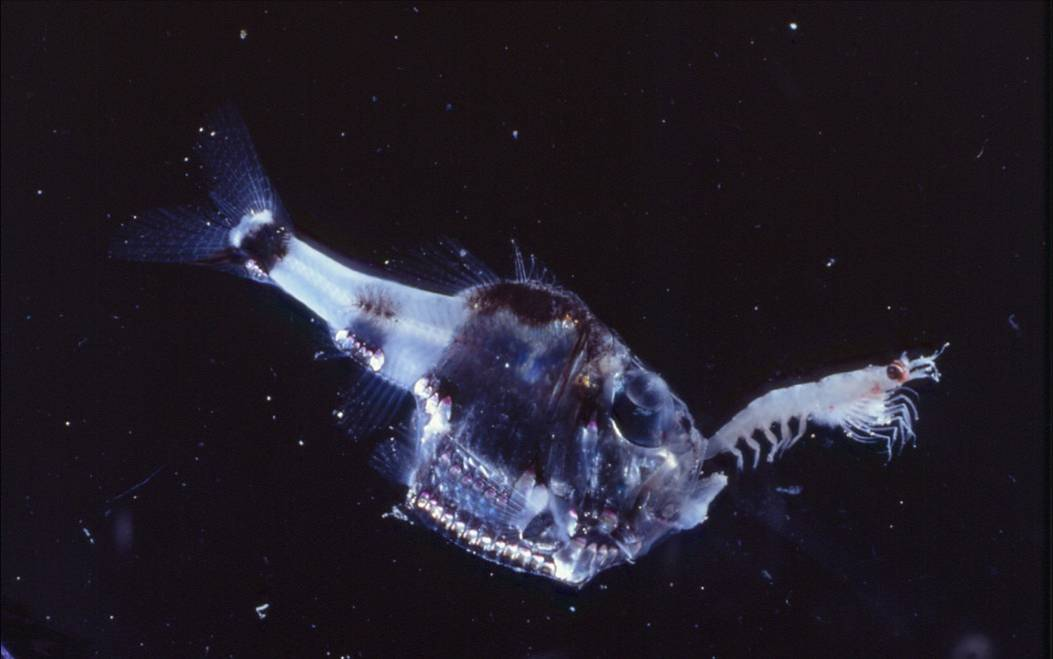
Fig. 27: esemplare di Argyropelecus hemigymnus catturato nello stretto
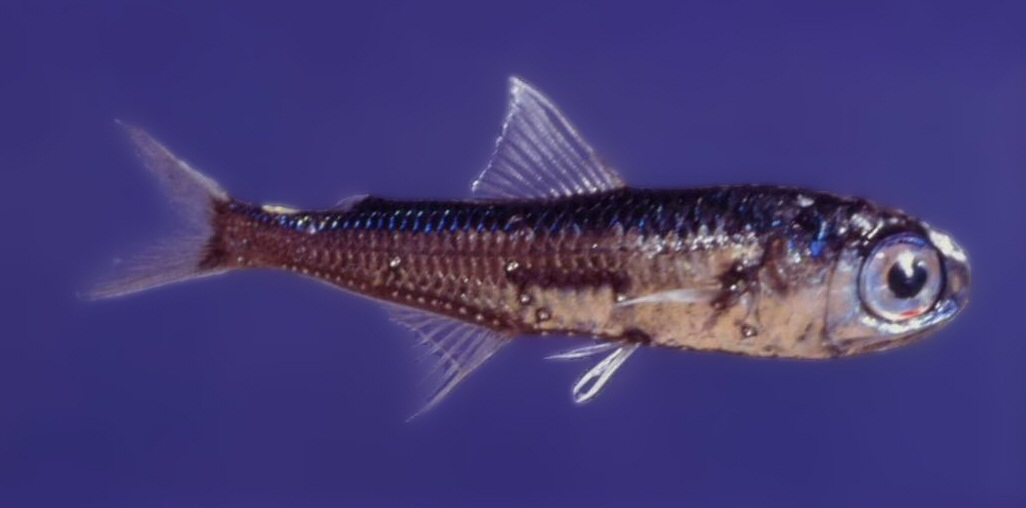
Fig. 28: esemplare di Myctophum punctatum catturato nello stretto

Tali organismi batipelagici, che vivono in grandi quantità nelle profondità del mar Mediterraneo (tra i 300 e i 1 000 m e anche oltre), pur non avendo alcun valore commerciale sono una fondamentale risorsa trofica per l'ecosistema marino in genere e per lo stretto in particolare. Alcune specie non vengono trasportate in superficie dalle correnti in maniera totalmente passiva, ma effettuano ben definiti movimenti verticali, risalendo in superficie soprattutto durante la notte (migrazione nictemerale).

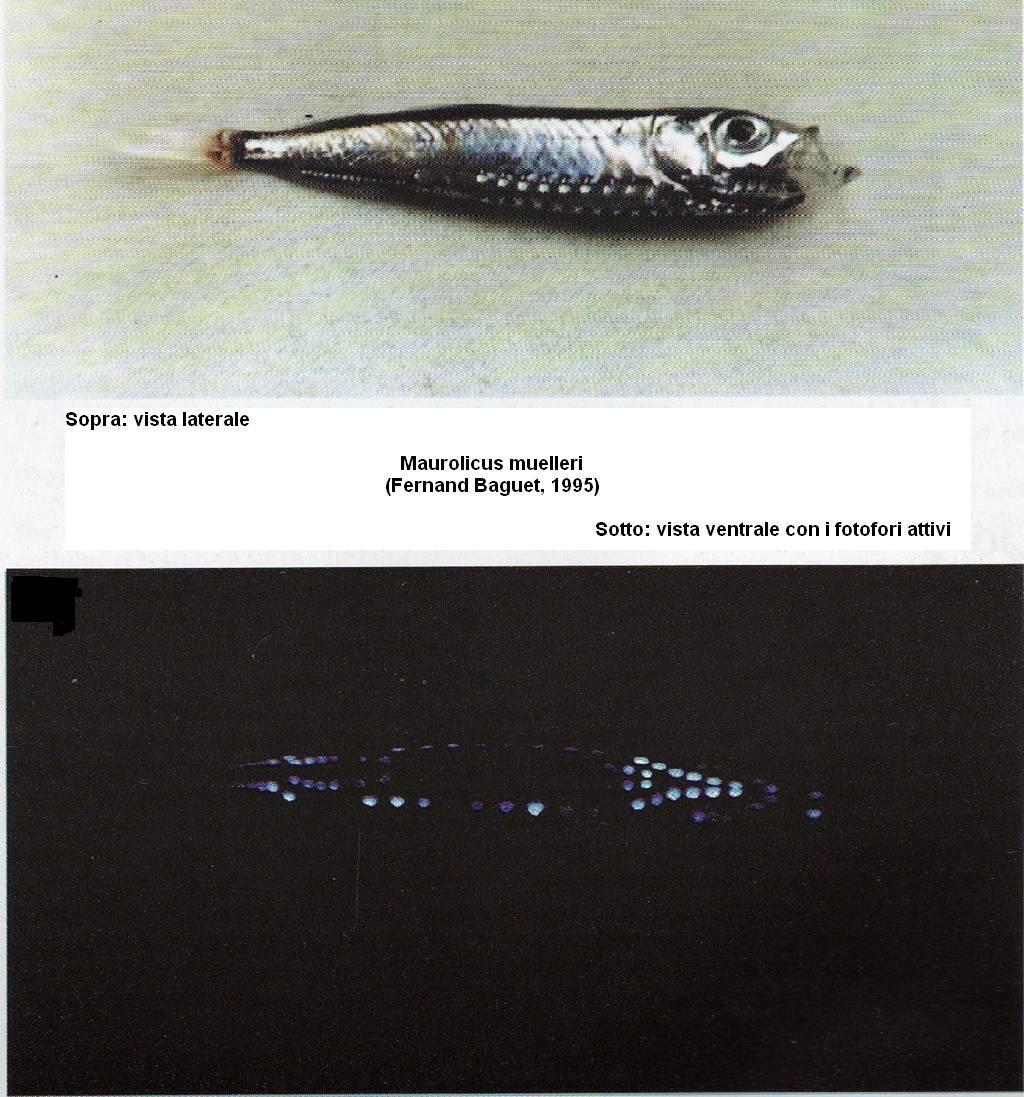
Fig. 29: esemplare di Maurolicus muelleri con fotofori "attivati"

La gran parte di questi pesci dall'aspetto mostruoso, in maggioranza dotata di particolari organi luminosi chiamati fotofori (fig. 29), è facilmente reperibile nello stretto.
La loro abbondante presenza, segnalata in ambito scientifico dall'ittiologo messinese Anastasio Cocco, richiamò a Messina tra la seconda metà del XIX secolo e l'inizio del XX secolo scienziati provenienti da tutta Europa che potevano trovare, in modo relativamente semplice, il materiale più vario e abbondante per i loro studi. Krohn, per primo definì lo stretto di Messina come il paradiso degli zoologi. Per ricordare i più importanti tra questi studiosi, furono presenti a Messina per svolgere ricerche di zoologia, anatomia ed embriologia il già ricordato Krohn, Ruppel, Muller, Claus, Kolliker, Gegenbaur, Keferstein, Metschnikoff, Hertwig, Foll, e Anton Dohrn, che in quegli anni fondò la Stazione Zoologica di Napoli, ancora oggi prestigioso centro di ricerca di livello internazionale, a lui intitolato in anni recenti..

### La formazione abeach rock
Lungo le coste siciliane e calabresi dello stretto (figg. 30-33) è presente un biotopo costiero di notevole interesse, costituito da un complesso biocenotico che, per la sua particolare origine e struttura, non può passare inosservato (infatti, nella sponda siciliana, rientra nei confini della Riserva naturale Lagune di capo Peloro). Si tratta di un tratto esteso di costa compreso tra capo Peloro e S. Agata, interessato dalla presenza di una panchina rocciosa che, dalla linea di spiaggia, si porta fino ad alcuni metri di profondità (fig. 34).

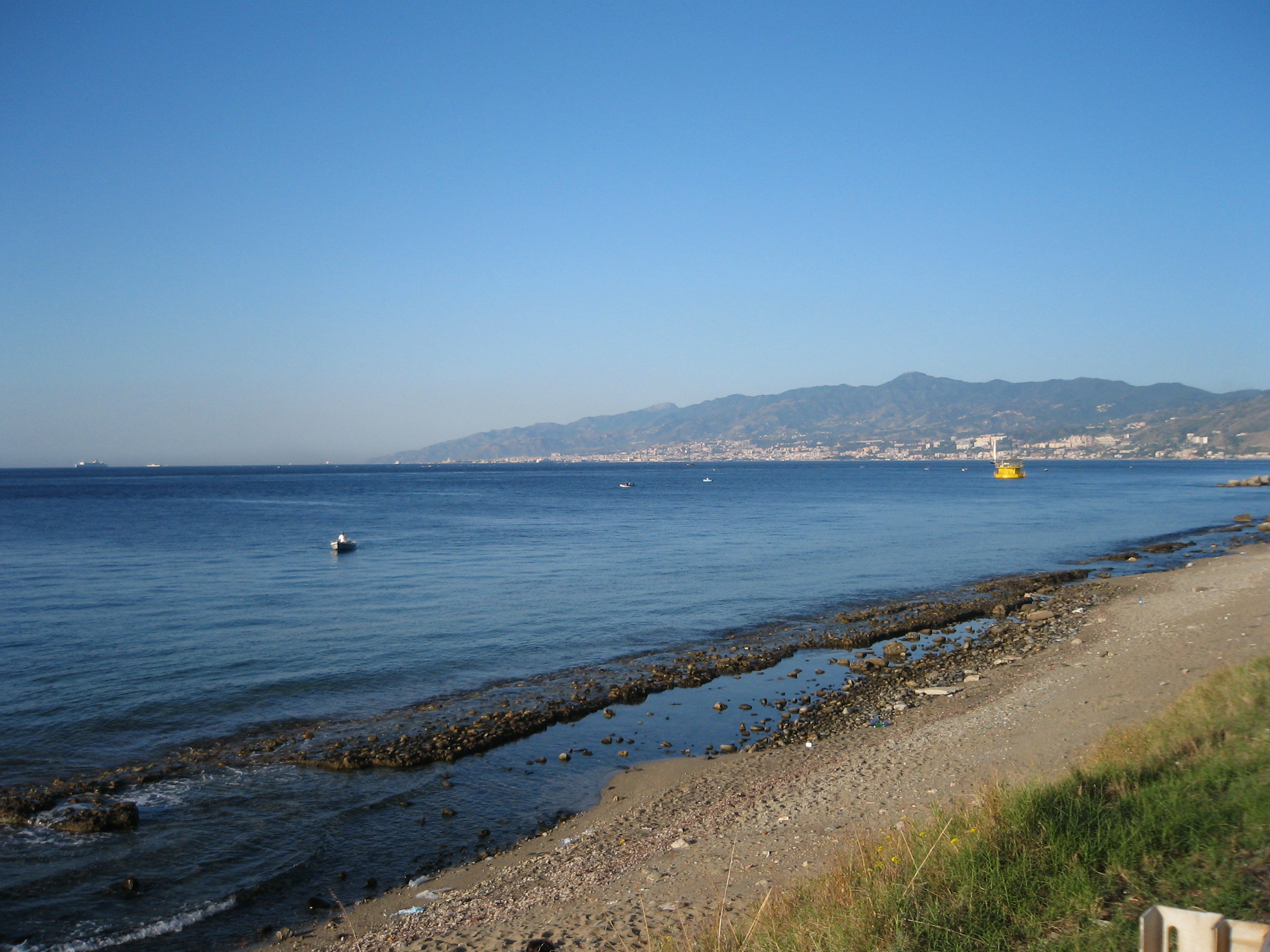
Fig. 30: formazione a beach rock lungo la costa siciliana dello stretto (foto dalla strada)
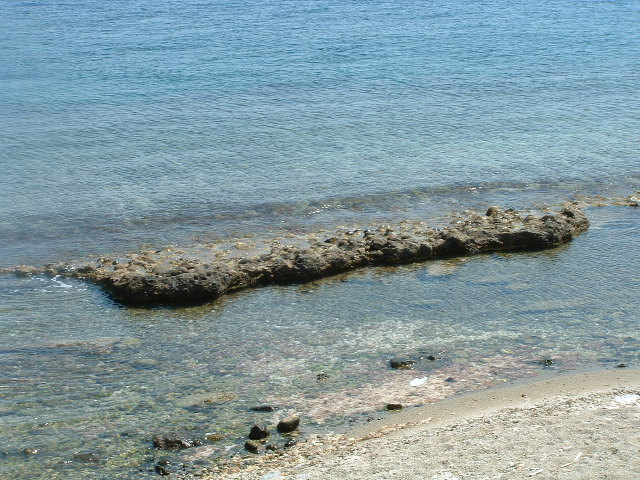
Fig. 31: formazione a beach rock lungo la costa siciliana dello stretto (foto dalla spiaggia)
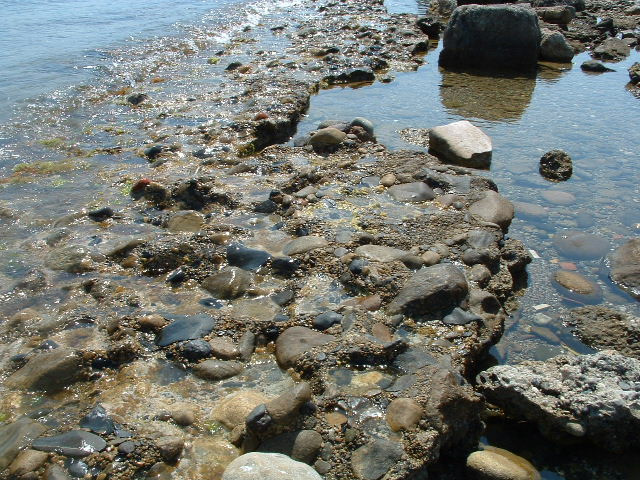
Fig. 32: particolare della formazione a beach rock lungo la costa siciliana dello stretto
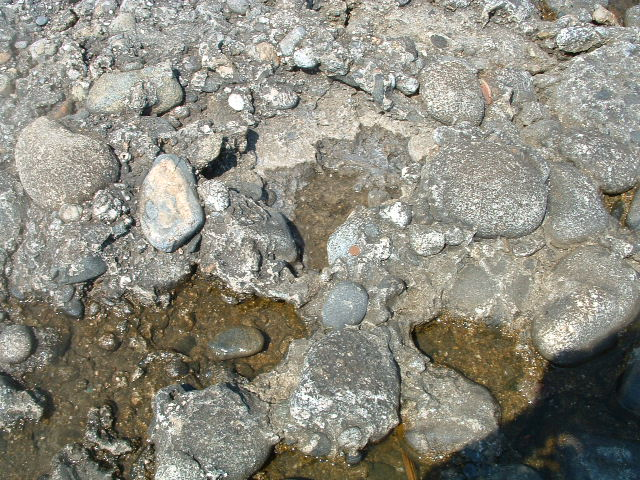
Fig. 33: particolare ravvicinato della formazione a beach rock lungo la costa siciliana dello stretto

Questa formazione, interpretabile come una beach rock, si situa in una posizione di raccordo tra il piano mesolitorale e la frangia superiore del piano infralitorale. Tale struttura rappresenta l'unico substrato duro naturale per le comunità bentoniche all'interno di questa fascia batimetrica, lungo il versante siciliano dello stretto.

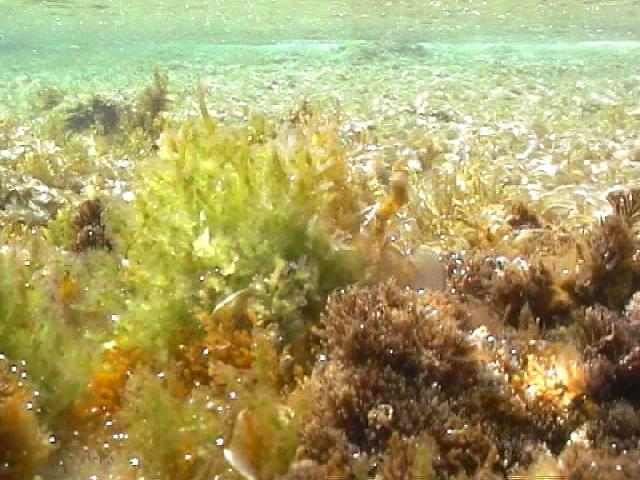
Fig. 34: fondale dello stretto antistante la formazione a Beach Rock lungo la costa siciliana

Inoltre, per la sua particolare morfologia, per la distribuzione topografica, e in funzione dei particolari condizionamenti determinati dal regime idrodinamico dello stretto, la struttura ospita comunità bentoniche del tutto originali, rispetto a quanto noto per la generalità dei biotopi mediterranei affini. Oltre al suo rilevante interesse in termini di documentazione geologica (testimonianza di età tirreniana) e antropologica (anticamente utilizzata come cava per macine da mulino), la struttura è di grande importanza in quanto ospita estese formazioni a Vermetus, cioè un biotopo protetto a livello comunitario. Tali formazioni rappresentano inoltre un caso unico nel mar Mediterraneo, in quanto ubicate sulla superficie del conglomerato, anziché disposte nella tipica formazione a trottoir.

### Gli organismi migratori
Indubbiamente lo stretto di Messina, trovandosi lungo una delle principali direttrici migratorie del mar Mediterraneo, è un punto fondamentale di transito per la migrazione di numerose specie. Certamente le più conosciute e rilevanti, da un punto di vista economico e ambientale, sono i grandi pelagici, cioè tonno rosso (Thunnus thynnus), alalunga (Thunnus alalunga), palamita (Sarda sarda), aguglia imperiale (Tetrapturus belone) e il pescespada (Xiphias gladius).
Le caratteristiche idrodinamiche e la ricchezza dello stretto determinano il transito in acque superficiali di questi pesci che possono essere catturati con le particolari barche chiamate feluche o passerelle, attive solo in questa parte del mar Mediterraneo. Inoltre, solo nello stretto, pur se con attrezzi diversi, è possibile catturare il tonno in tutto l'arco dell'anno e di tutte le classi d'età (dalle forme giovanili agli organismi adulti) perché sarebbe presente una popolazione stanziale che periodicamente si muove tra i due mari limitrofi: il Tirreno e lo Ionio.
Da considerare ancora che lo stretto di Messina è un punto di passaggio obbligato per le migrazioni dei cetacei, probabilmente il più importante nel mar Mediterraneo in termini di diversità di specie. Degni di segnalazione, oltre a tutte le specie di delfini presenti in Mediterraneo, sono le balenottere e particolarmente i capodogli che attraversano lo stretto per andare nell'area delle Isole Eolie probabilmente a fini riproduttivi.
Infine, è da evidenziare la presenza di alcuni importanti selacei che migrano attraverso lo stretto di Messina, quali Carcharodon carcharias (squalo bianco, il quale è attratto dai delfini e tonni che qui sono più abbondanti rispetto ad altre zone del Mediterraneo) e Hexanchus griseus, conosciuto come squalo capopiatto (figura 25).

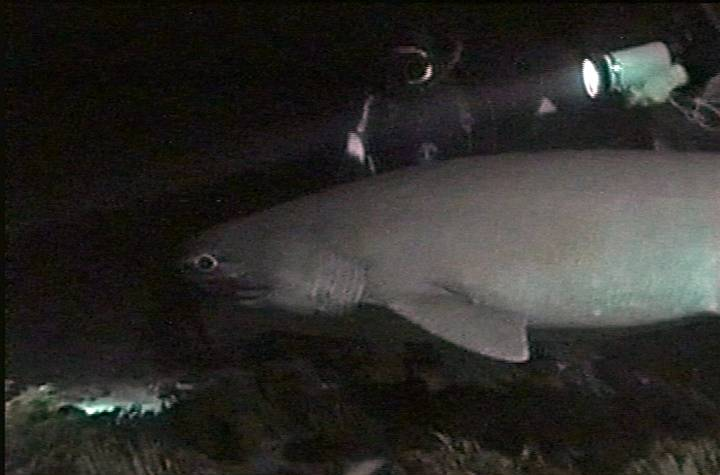
Fig. 25: esemplare di Hexancus griseus (squalo capopiatto) nello stretto di Messina

.

#### La migrazione degli uccelli

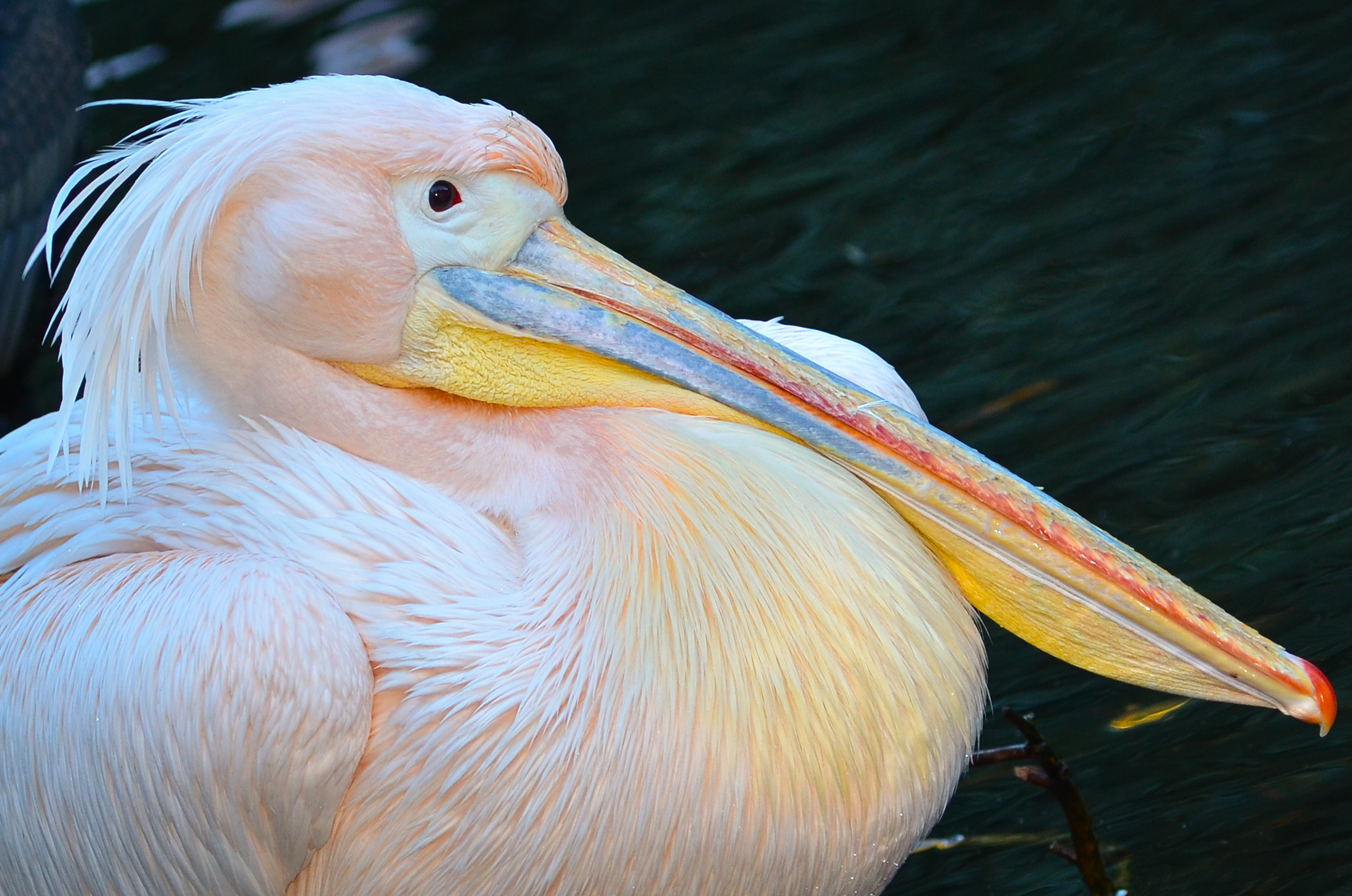
Anche il pellicano bianco è stato avvistato sullo stretto di Messina

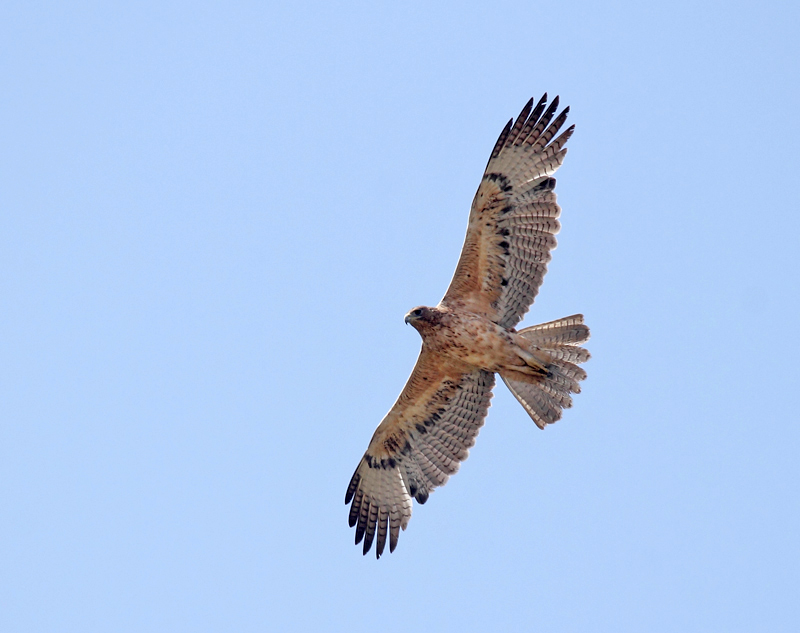
L'aquila del Bonelli è tra le specie osservate in volo sullo stretto di Messina

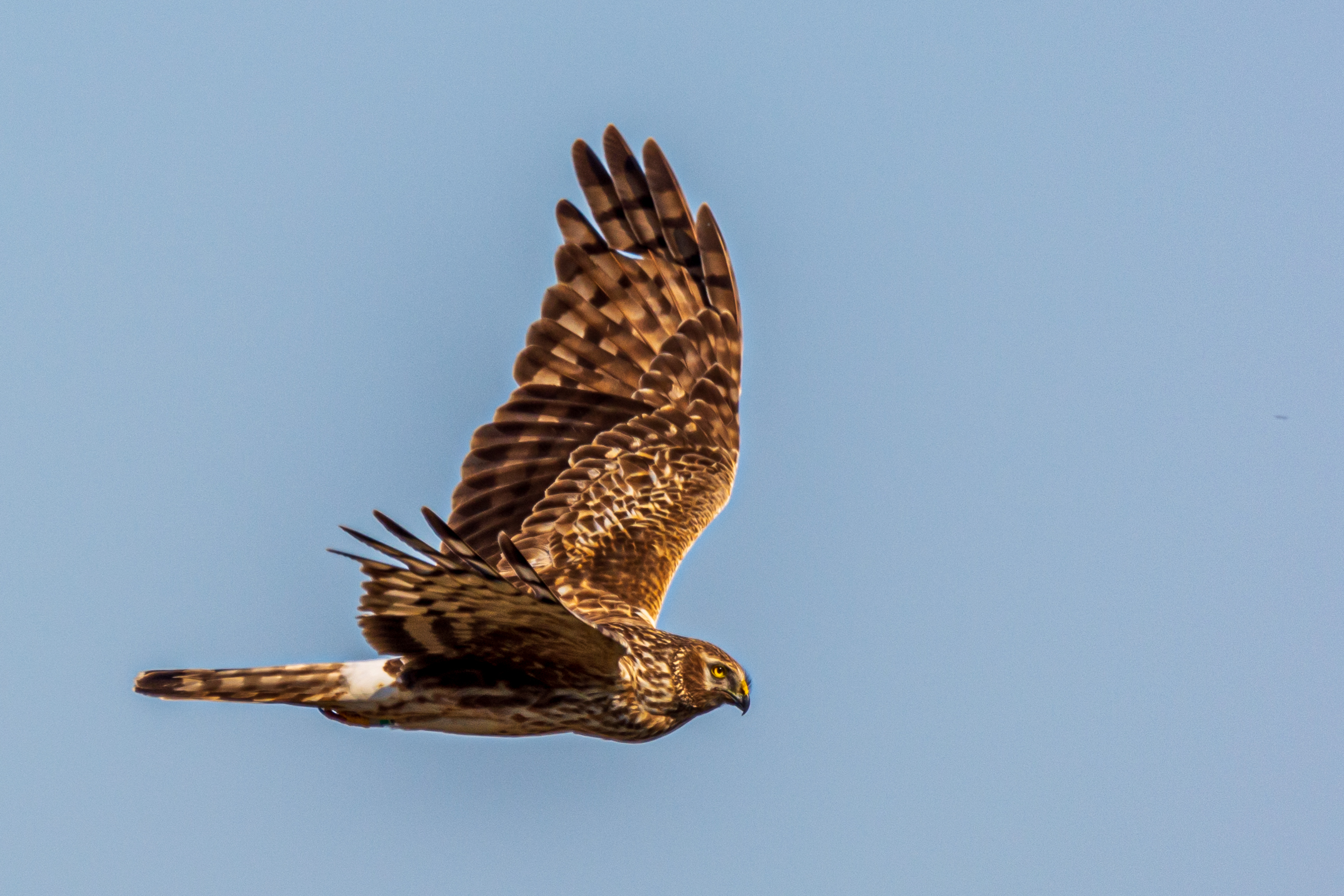
L'albanella reale

Lo stretto di Messina rappresenta uno snodo fondamentale e obbligato del passaggio degli uccelli migratori che attraversano la sua caratteristica forma a collo di bottiglia per andare a riprodursi o a cercare cibo principalmente nei paesi nordeuropei, riuscendo a coprire distanze anche di migliaia di chilometri guidati da un senso di orientamento che ancora oggi, dopo migliaia di anni, affascina gli scienziati in quanto non ancora del tutto svelato.
Numerosissime sono le specie osservabili in volo sullo stretto di Messina, oltre 250, che vanno da quelle più accidentali come l'uccello delle tempeste codaforcuta, la pavoncella gregaria e il pellicano bianco, a quelle più frequenti tra le quali la fanno da padrone gli uccelli da preda tra i quali meritano un cenno particolare il falco pecchiaiolo i cui avvistamenti contano il maggior numero di individui ogni anno e l'albanella il cui numero di avvistamenti non ha eguali nel resto di Europa.
La possibilità di scorgere e ammirare tutte le specie che sorvolano lo stretto di Messina viene accresciuta ed esaltata dallo straordinario punto di osservazione rappresentato dai monti Peloritani che avvolgono lo stretto per la loro particolare conformazione quasi a picco sul mare e che rappresentano un vero e proprio teatro naturale per il birdwatching, in particolare il monte Dinnammare essendo anche il più alto tra questi consente di trovarsi praticamente faccia a faccia anche con alcuni stormi.

## Le città dello stretto

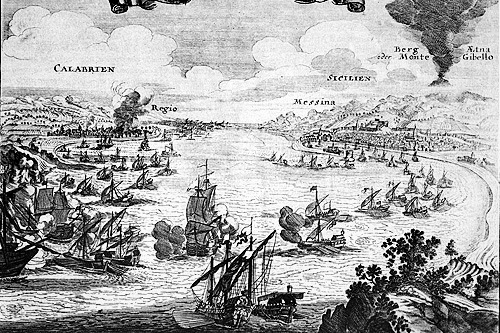
Le due città di Reggio e Messina in un'antica incisione.

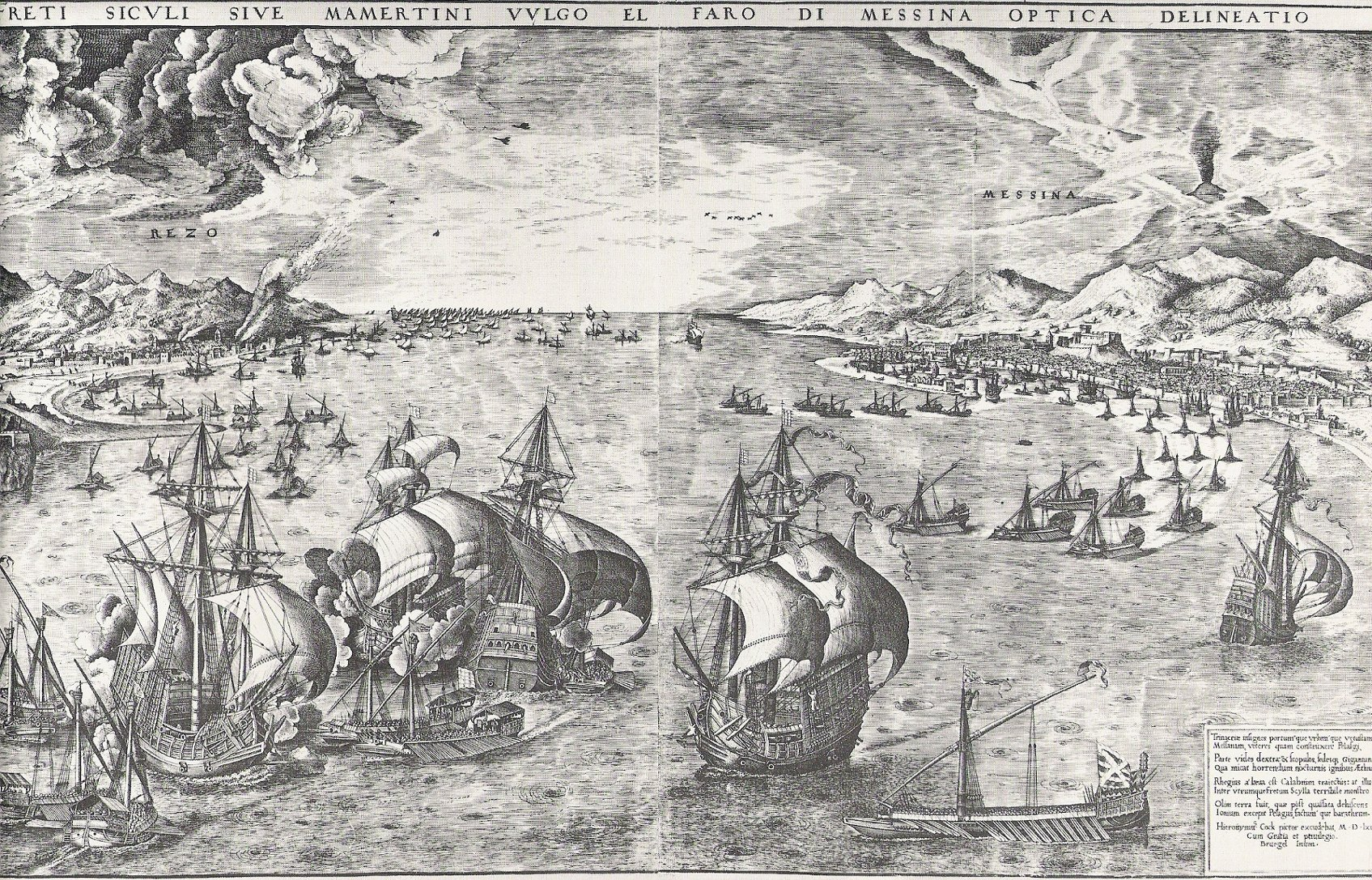
Battaglia navale nello stretto di Messina.

Le due province che si affacciano sullo stretto sono Messina e Reggio Calabria. Nel secondo dopoguerra si impose l'idea di porre rimedio all'arretratezza e al sottosviluppo meridionale tramite la creazione di grandi poli industriali, che richiedevano a loro volta la realizzazione di grandi infrastrutture di collegamento, che nel caso dello stretto di Messina sarebbe stato l'attraversamento stabile.
In questo clima, alla fine degli anni 1960 venne approvato il cosiddetto "Progetto 80" ovvero il programma economico nazionale 1971-1975, che tra le altre, prevedeva la creazione dell'Area Metropolitana dello stretto di Messina, da realizzarsi attorno all'attraversamento stabile. Tale previsione veniva condivisa dai piani regolatori generali di Giuseppe Samonà e Quaroni/Castelli come una proiezione pianificatoria di ampio respiro, mentre non ebbe successo a livello regionale, tanto che gli strumenti di programmazione regionale successivi non solo non proponevano uno sviluppo unificato dell'area dello stretto, ma al contrario prevedevano uno sviluppo infraregionale, in cui era prevista un'espansione preferenziale verso l'entroterra dei grandi centri.
Sullo stretto si affacciano i seguenti comuni suddivisi per regione:
- Calabria:
  - Reggio Calabria
  - Scilla
  - Villa San Giovanni
- Sicilia
  - Messina

## Collegamenti
L'attraversamento dello stretto tra Calabria e Sicilia avviene tramite i seguenti collegamenti:
- Villa San Giovanni (RC) - Messina (7 km):
  - rotta effettuata dai traghetti di Caronte & Tourist, Ferrovie dello Stato e Bluferries e i mezzi veloci di Blu Jet;
  - è attualmente l'unica tratta che permette l'attraversamento ferroviario tra le due sponde; per consentire ciò, vengono impiegati dei traghetti appositi. Il tempo totale impiegato per la traversata e i suoi preparativi è di quasi 2 ore (calcolato come il tempo che intercorre tra l'arrivo del treno a Villa San Giovanni e il momento in cui il treno è in grado di ripartire da Messina)[11]
- Reggio Calabria - Messina (11 km):
  - su questa tratta un tempo veniva svolto l'intero traffico dello stretto, fino alla costruzione dell'approdo di Villa San Giovanni – che ha consentito lo spostamento dell'intero traffico ferroviario e buona parte di quello automobilistico, oltreché alleggerire il traffico nel porto di Reggio sfruttando la minore distanza tra le due coste a nord;
  - oggi tra i due porti di Reggio e Messina si svolgono solo collegamenti veloci tra i due porti tramite i mezzi veloci di Liberty Lines;
- Reggio Calabria - Tremestieri (ME) (11 km):
  - l'imbarco avviene dal porto di Reggio Calabria verso il nuovo approdo di Tremestieri, inaugurato nel 2005 nella zona sud di Messina, tramite le navi di Meridiano Lines;
- Villa San Giovanni (RC) - Tremestieri (ME) (14 km):
  - gran parte del traffico pesante si svolge dall'approdo di Villa San Giovanni verso il nuovo approdo di Tremestieri. È in progetto l'ampliamento dell'approdo siciliano con la costruzione di nuovi invasi, che serviranno a liberare totalmente il porto di Messina dal traffico con destinazione l'attraversamento dello stretto.

## Galleria d'immagini

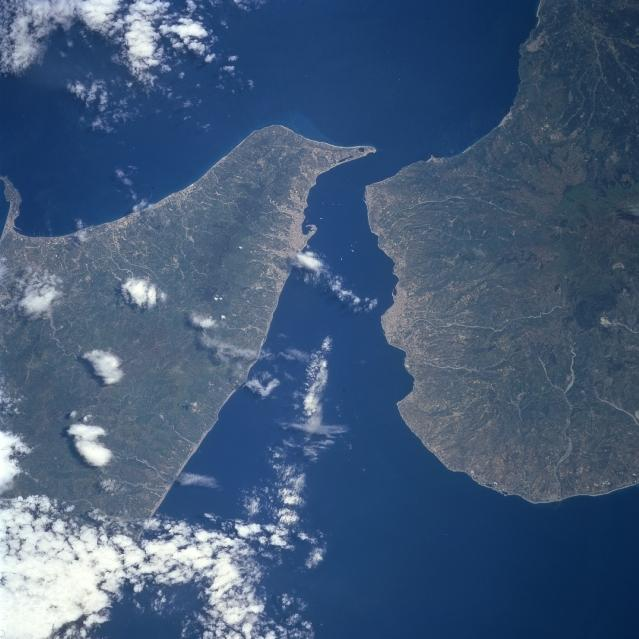
Lo stretto di Messina visto dal satellite
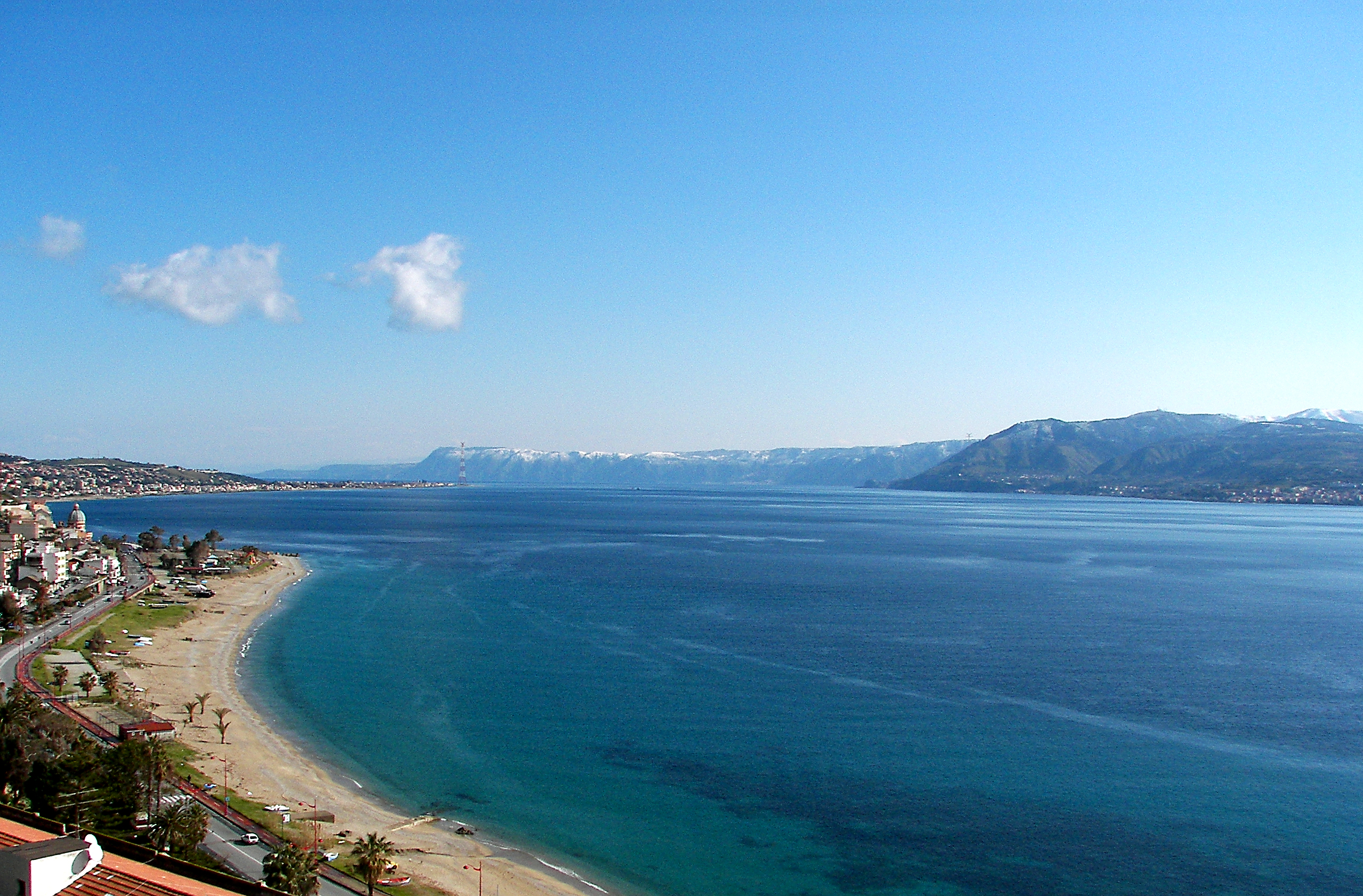
Lo stretto di Messina
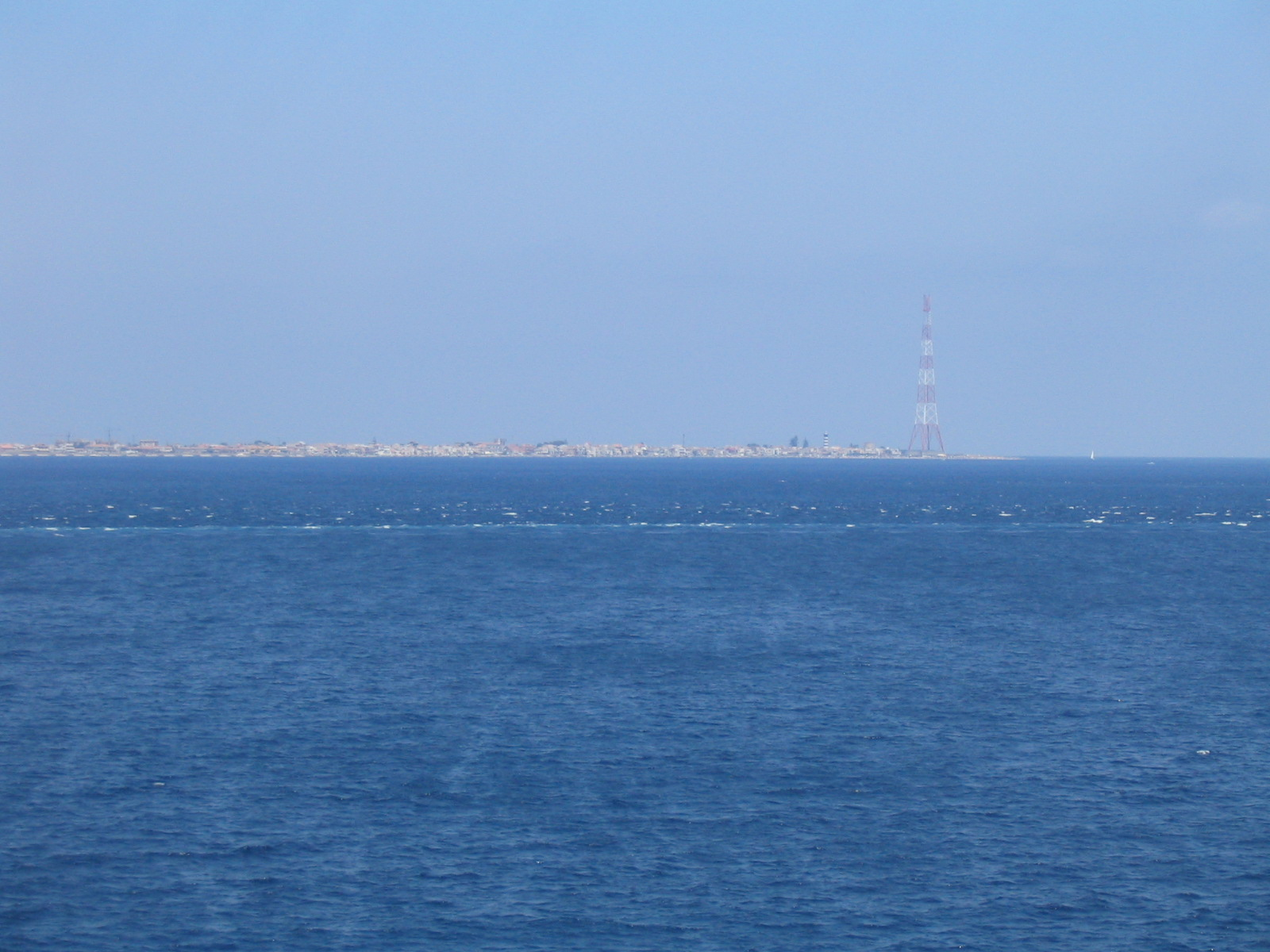
Vista del capo Peloro e dello stretto di Messina
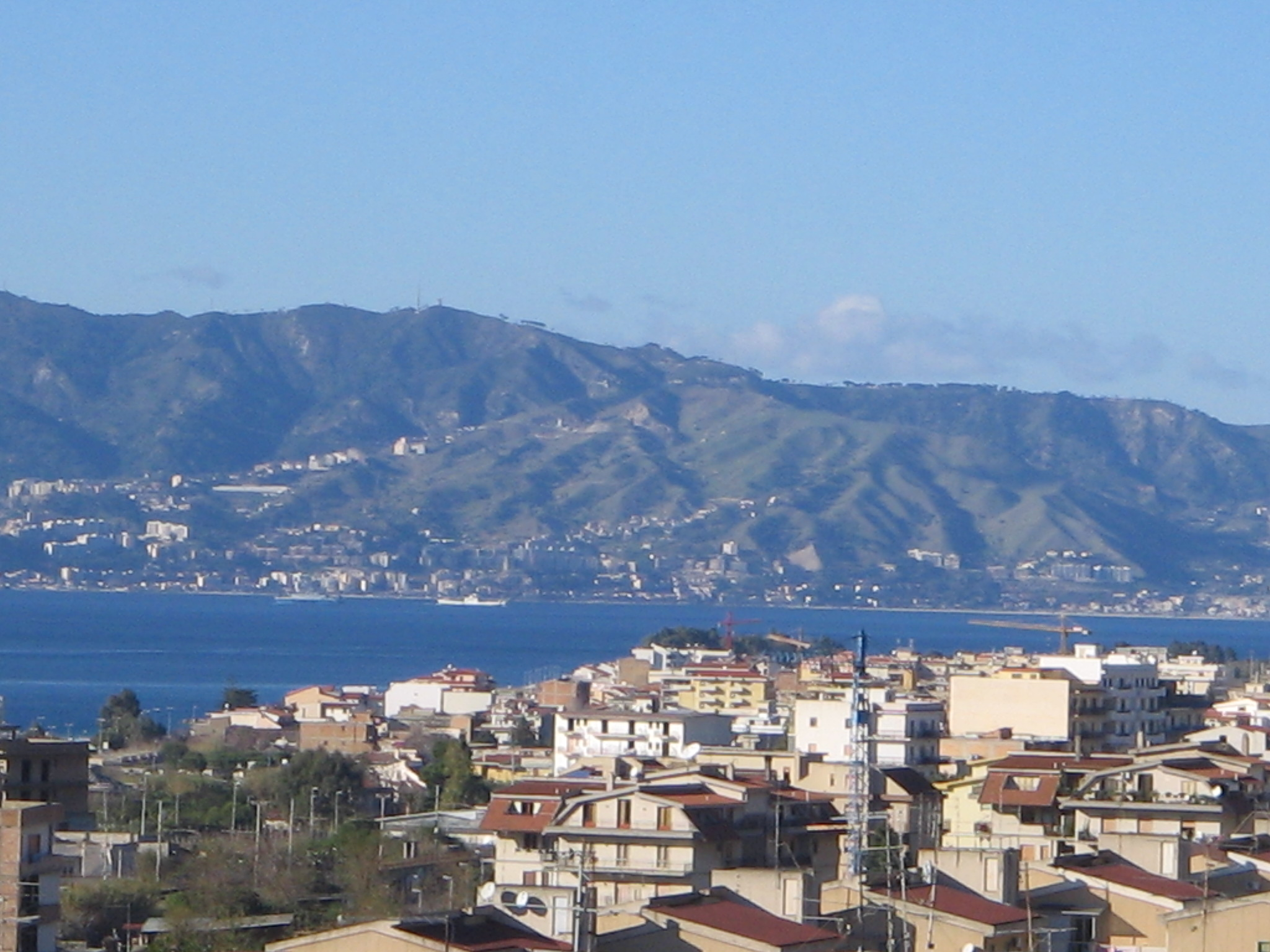
La Sicilia vista dalla periferia nord di Reggio
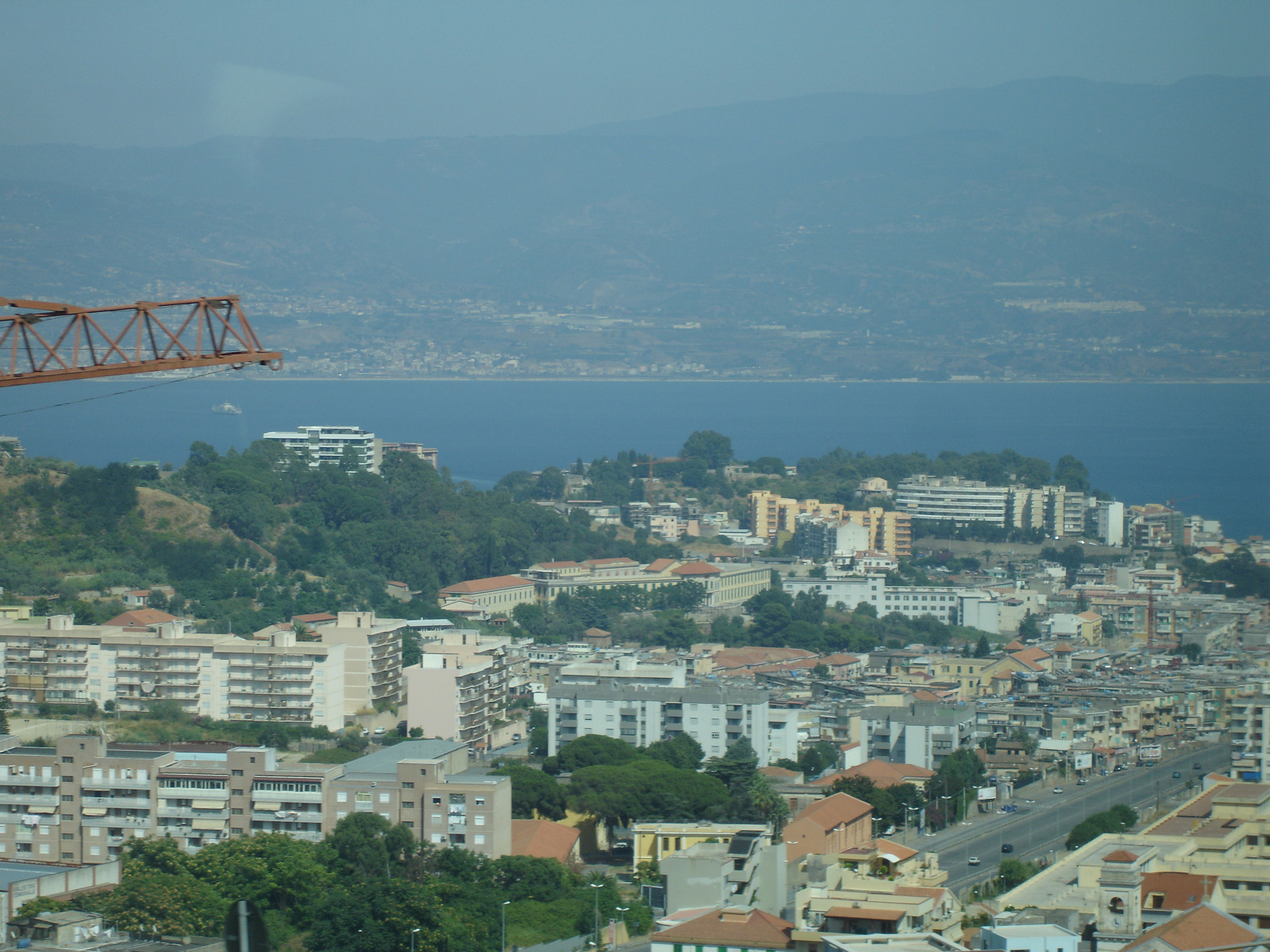
La Calabria vista da Messina zona nord
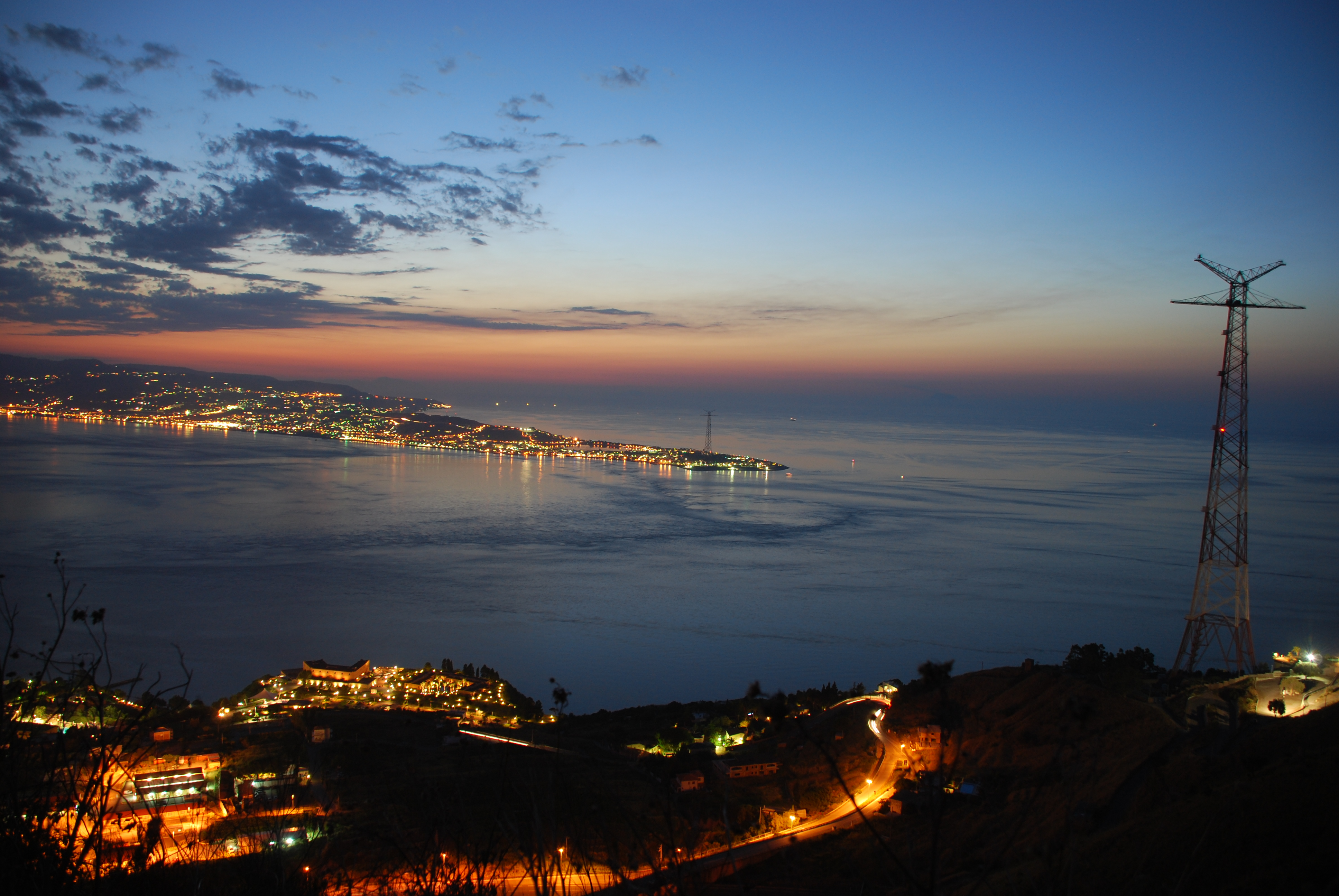
Vista serale sopra Villa San Giovanni

## Riferimenti figure e foto
- La foto di Figura 1 è concessa da http://earthobservatory.nasa.gov/
- Le foto di Figura 1A e 1B sono concesse da Vincenzo Chirico;
- La foto di Figura 2B è concessa da https://marcocrupifoto.blogspot.com/ Archiviato il 14 aprile 2019 in Internet Archive.
- Le foto di Figura 3, 4, 5, 11, 12 sono concesse da Emilio De Domenico;
- La foto di Figura 30 è concessa da Mariolina De Domenico;
- Le foto di Figura 6A e 6B, 7A e 7B sono concesse da Andrea Potoschi;
- Le foto di Figura 8, 9, 10 sono concesse da "Ponte di Archimede SpA";
- Le foto di Figura 14, 15, 31, 32, 33 sono concesse da Nancy Spanò;
- Le foto di Figura 16, 17, 18, 34 sono concesse da Salvatore Giacobbe;
- Le foto di Figura 13, 19, 20, 21, 22, 23, 24, 25, sono concesse da Gianmichele Iaria;
- Le foto di Figura 27, 28, 29 sono concesse da Francesco Costa.